# Salvador Allende
Salvador Allende Gossens (ur. 26 czerwca 1908 w Valparaíso, zm. 11 września 1973 w Santiago) – chilijski lekarz i polityk socjalistyczny, w latach 1970–1973 prezydent Chile z ramienia lewicowej koalicji „Jedność Ludowa” (Unidad Popular), który został obalony przez wojskowy zamach stanu 11 września 1973 roku. Zginął w czasie ataku na pałac prezydencki w Santiago.
Zaangażowanie polityczne Allende trwało prawie czterdzieści lat. Jako członek centrolewicowej Socjalistycznej Partii Chile, pełnił funkcję senatora, posła i ministra. Bez powodzenia kandydował w wyborach prezydenckich w 1952, 1958 i 1964. W 1970 roku wygrał wybory prezydenckie i zawiązał koalicję partii centrowych (liberałowie, część chadeków), centrolewicowych (socjaldemokraci) i lewicowych (zreformowani komuniści i lewica katolicka).
Jako prezydent, Allende przyjął lewicowy program gospodarczy obejmujący m.in. nacjonalizację. 11 września 1973 roku doszło do zamachu stanu zorganizowanego przez wojsko przy wsparciu CIA, w rezultacie którego Allende został obalony, a w Chile powstała junta wojskowa. Gdy żołnierze otoczyli pałac La Moneda, Allende wygłosił swoje ostatnie przemówienie, w którym zapowiedział, że nie ugnie się przed puczystami. Zginął w trakcie walk o pałac prezydencki.
Po ustanowieniu reżimu wojskowego, generał Augusto Pinochet odmówił zwrócenia uprawnień rządowi cywilnemu, a w kraju powstała junta sprawująca władzę w okresie 1973–1990.

## Życiorys

### Rodzina i młodość
Przodkowie Allende byli z pochodzenia Baskami. Do Chile przybyli w XVII wieku, na początku XIX wieku tworzyli jedną z rodzin arystokratycznych. Dziadek Salvadora Allende był znanym fizykiem, socjologiem i twórcą pierwszej świeckiej szkoły w historii Chile. Jego najbardziej znanym przodkiem był Ramón Allende Padín polityk, deputowany z ramienia liberalnej Partii Radykalnej i wolnomularz. Także syn Padína, Salvador Allende Castro został działaczem Partii Radykalnej i wolnomularzem, pracował jako urzędnik i notariusz w porcie Valparaíso. Brał on udział w utworzeniu Chilenization of Tacna, Arica and Tarapacá badającej kulturę chilijską. Ożenił się z córką belgijskiego imigranta, Laurą Gossens Uribe. W odróżnieniu od męża Laura była głęboko religijna. Małżeństwo miało ośmioro dzieci: Alfredo Ines, Salvador i Laurą, a po wczesnej śmierci dwóch ostatnich Salvadora i Laura. Rodzina Allende była zamożna, ojciec często podróżował z powodu pracy w administracji publicznej i razem z rodziną mieszkał w różnych miejscach kraju. Salvador Allende Castro objął stanowisko prokuratora Sądu Apelacyjnego i Administracji, zamieszkując wraz z rodziną w San Martín 238.

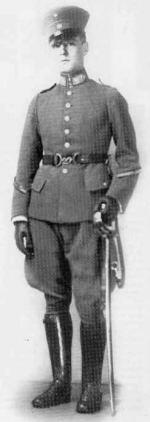
Salvador Allende podczas pełnienia służby wojskowej, 1925

Allende urodził się w 1908 roku w Valparaíso jako syn Salvadora Allende Castro i Laury Gossens Uribe. Zajmowała się nim niania Zoila Rosa Ovalle znana jako mamá Rosa, to ona nadała mu później używany pseudonim Chicho Allende, mały Allende nie umiał bowiem wymówić słowa Salvadorcito powtarzając jedynie zdrobnioną końcówkę. Allende rozpoczął naukę w Liceum Tacna na wydziale reżyserii profesora Julio Angulo. Po ośmiu latach w Tacna, rodzina Allende na krótko w 1916 roku przeniosła się do Iquique. W 1918 roku w czasie jego pobytu w Valdivia studiował krótko na Instytucie Narodowym. W młodości był utalentowanym sportowcem, należał do jednego z najlepszych klubów sportowych Chile (a obecnie jednej z najlepszych drużyn piłki nożnej), Everton de Viña del Mar gdzie trenował skok w dal. Gdy w 1919 roku ojciec Salvadora przeniósł się do Santiago aby pracować tam jako adwokat, razem z nim do stolicy wyjechała rodzina Allende. Młody Allende uczęszczał tam do Liceum Valdivia. W związku z wysoką pozycją społeczną rodziny i jej inteligenckimi korzeniami zdobył żartobliwy pseudonim pije y pollo fino, został on nadany przez biedniejszych kolegów którzy dostrzegali różnicę w ich ubiorze.
Do Valparaíso Allende powrócił w 1921 roku, gdy jego ojciec został sprawozdawcą Trybunału Apelacyjnego. Allende kontynuował edukację w Liceo Eduardo de la Barra które ukończył w 1924 roku. W Valparaíso poznał Juana Demarchi - szewca włoskiego pochodzenia, a z przekonań anarchistę, który (według samego Allende) wpłynął na jego przekonania. Po ukończeniu szkoły średniej rozpoczął służbę wojskową, przez rok służył w Pułku Ułanów Tacna. Po odbyciu służby wojskowej, rozpoczął studia na wydziale medycznym Uniwersytetu Chile, pomimo że miał wątpliwości co do tego kierunku i planował też studia na kierunku prawa. Mieszkał początkowo razem ze swoją ciotką od strony ojca, Anitą, a później wielokrotnie zmieniał miejsca pobytu. Doktorat Higiene mental y delincuencia obronił w 1933 roku.
Już na studiach stał się zdeklarowanym marksistą, lecz jednocześnie zawsze odżegnywał się od komunizmu rewolucyjnego. Według samego Allende, cała jego kariera polityczna była nakierowana na wprowadzenie daleko idących reform w duchu socjalizmu na drodze pokojowych przemian, otwarcie odrzucał kapitalizm w stylu neoliberalnym - z poszanowaniem zasad demokracji parlamentarnej. W 1929 roku po raz pierwszy wstąpił do grupy zajmującej się polityką, była nią studencka organizacja Federacja Studentów Uniwersytetu Chile. Już w 1930 roku został jej wiceprezesem, jednakże z powodu sprzeciwu wobec niektórych postulatów grupy został z niej wydalony, miesiąc przed upadkiem wojskowego rządu Carlosa Ibáñeza del Campo. Nadal był jednak jednym z liderów ruchu studenckich, za co został aresztowany. Choć w tym czasie przebywał w areszcie, dowiedział się o śmierci ojca z powodu zaawansowanej cukrzycy. Pozwolono mu wziąć udział w pogrzebie ojca. Allende znalazł w pracę w Szpitalu Carlosa Van Burena, gdzie pracował jako asystent patologa.

### Kariera polityczna
Do 1933 roku pracował jako lekarz. We wspomnianym roku współtworzył Chilijską Partię Socjalistyczną w Valparaíso. Allende pozostał członkiem partii do końca życia. Od 1935 roku Allende został redaktorem Biuletynu Medycznego Chile i założycielem Revista de Medicina Social, pisma poświęconego medycynie społecznej. Uczestniczył w tworzeniu chilijskiego Frontu Ludowego, wkrótce został też prezesem Frontu w Valparaíso. W Partii Socjalistycznej był kolejno sekretarzem (1934) i sekretarzem Komitetu Valparaíso (1937-1939). W 1933 opublikował pracę doktorską w której skrytykował rasistowskie poglądy Cesare Lombroso, w pracy tej wykorzystał jego cytaty przez co kilkadziesiąt lat później jego przeciwnicy posługując się fałszywymi, wyciągniętymi z kontekstu zdaniami oskarżyli go o popieranie rasizmu. Podczas kampanii prezydenckiej Allende prowadził kampanię liberalnego kandydata Pedro Aguirre Cerdy w Valparaíso. Od sierpnia 1939 uczestniczył w nowo powstałym rządzie zdominowanym przez radykałów (liberałów) jako minister zdrowia. W 1940 roku poślubił Hortensię Bussi, z którą miał trzy córki. Swoją żonę poznał w nocy 24 stycznia 1939 roku, kiedy Chile nawiedziło trzęsienie ziemi. Wśród jego osiągnięć jako ministra znalazła się m.in. produkcja i dystrybucja leków na choroby weneryczne, obniżenie zgonów z powodu tyfusu, zwiększenie budżetu zdrowia do dwóch milionów dolarów, dostarczanie darmowych obiadów w szkołach i tworzenie w szkołach gabinetów stomatologicznych. Kilka miesięcy później Allende objął stanowisko wiceprezesa Funduszu Ubezpieczeń Pracy. Po pogromie niemieckich Żydów zwanym nocą kryształową, wraz z innymi parlamentarzystami wysłał do Adolfa Hitlera telegram w którym potępił prześladowania mniejszości żydowskiej.

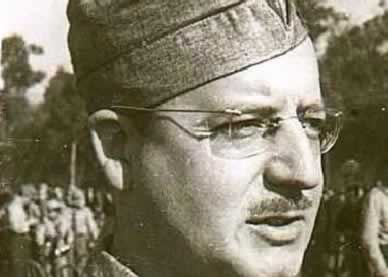
Salvador Allende, ok. 1937

Od 1943 roku był sekretarzem generalnym Socjalistycznej Partii Chile a stanowisko to piastował do czerwca 1944 roku. Allende został wybrany na senatora z okręgów Valdivia, Llanquihue, Chilo, Aysen i Magallanes, a w 1953 roku z Tarapaca i Antofagasta. W 1952 roku po raz pierwszy kandydował na prezydenta Chile, zdobywając 5,44% poparcia, słaby wynik był spowodowany tym że niektóre partie lewicowe poparły w wyborach Carlosa Ibáñez a del Campo a partia komunistyczna wchodząca w skład Frontu Ludowego została zdelegalizowana. W 1958 roku był kandydatem lewicowej koalicji Frente Popular Action w wyborach prezydenckich, uzyskał 28,91% głosów, tym razem Allende przegrał z populistycznym kandydatem Antonio Zamorano.

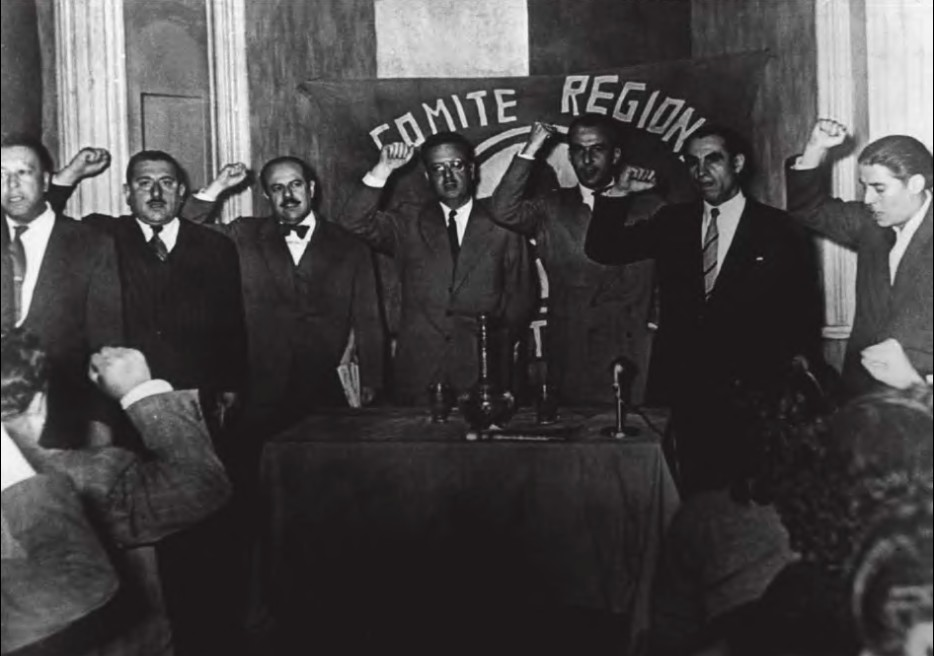
Kampania wyborcza Allende z 1952 roku

Kandydaturze prezydenckiej Allende z niepokojem przyglądały się administracje kolejnych prezydentów USA. Salvador Allende potępił radziecką inwazję na Węgry w 1956 roku i Czechosłowację w 1968. Wewnętrzni oponenci w Partii Socjalistycznej w 1961 roku wystawili go w wyborach do okręgu Aconcagua i Valparaíso, gdzie trudno było wygrać tamtejszej centrolewicy z powodu startu w tamtym regionie bardzo popularnego Jaime Barros Pérez Cotapos, lekarza i działacza komunistycznego. W wyborach w 1969 roku startował w okręgach Chiloé, Aysen i Magallanes. Po raz trzeci na fotel prezydenta wystartował w 1964 roku, ponownie reprezentując lewicową koalicję FRAP, głównym rywalem Allende był lewicujący chadek Eduardo Frei Montalva, początkowo głównym rywalem Allende był radykał Julio Duran jednak prawicowy elektorat poparł Freia Montalvę. Allende zdobył 38,92% poparcia a Freia 55,6%.

#### Wybory w 1970 roku
Allende wystartował w wyborach w 1970 roku. Nie było mu jednak dane łatwo uzyskać nominacji koalicji Jedności Ludowej (socjalistów, liberałów, komunistów i ludowców). Duża część działaczy Partii Socjalistycznej nie akceptowała chilijskiej drogi do socjalizmu Allende jednak przyszły prezydent uzyskał poparcie w mniejszych partiach koalicji. Sondaże wyborcze wskazywały na wygraną Jorge Alessandriego, kandydata prawicy. Kandydat Partii Chrześcijańsko-Demokratycznej Radomiro Tomic, był bardziej lewicowi niż jego chadeccy poprzednicy. W tym czasie Stany Zjednoczone nie udzieliły wsparcia konkurentom Allende, własne sondaże rządu USA ukazywały jako zwycięzcę kandydata prawicy Alessandriego, kandydat prawicy od rządu amerykańskiego otrzymał jedynie około 350 tys. dolarów za pośrednictwem firmy ITT (International Telephone & Telegraph). W okresie kampanii do prawicy poprzez grupy takie jak Yarur, Hirmas i Edward należało 70% środków przekazu w tym 95% radiostacji i 38 z 42 dzienników. Duża część pism czy rozgłośni była podporządkowana oficjalnie bądź półoficjalnie zagranicznym koncernom skonfliktowanym z socjalistami (Esso, Anaconda i Kennecott). Sytuacja ta mocno utrudniała Allende prowadzenie własnej kampanii.
W Waszyngtonie, gdy Richard Nixon dowiedział się o wyborze Allende, stwierdził, że “niech ich gospodarka [Chile] jęczy z rozpaczy” – Nixon nakazał CIA zorganizować dwa plany, które miałyby zatrzymać Allende po wygraniu przez niego wyborów. Według pierwszego Kongres miałby podać Allende do dymisji, a tym samym zorganizować nowe wybory, w których zwycięstwo odniósłby Eduardo Frei. Według drugiego rząd USA powinien stworzyć atmosferę politycznej niestabilności i doprowadzić do interwencji wojska, które miałoby unieważnić wybory. Jeszcze przed tym gdy Allende został prezydentem powstały pierwsze ugrupowanie terrorystyczne skrajnej prawicy. 22 października 1970 roku członkowie skrajnej prawicy zabili naczelnego dowódcę armii, Rene Schneidera, w czasie gdy jechał do ministerstwa obrony. W dochodzeniu wyszło na jaw że w kraju istniał spisek organizacji skrajnie prawicowych takich jak Legion Alessandriego, „Nie poddamy Chile”, Ofensywa Narodowa i Niezależny Front Republikański, odpowiedzialny za przygotowania serii zamachów terrorystycznych w stolicy. Policja zatrzymała 32 osoby w tym admirała, generałów, polityków i właścicieli latyfundiów. Zamach miał na celu nie dopuszczenie Allende do prezydentury.
Według archiwum Mitrochina, Allende był zarejestrowany przez KGB jako agent (kryptonim „LEADER”), którego głównym zadaniem była „reorganizacja chilijskiej armii i wywiadu, oraz ustanowienie relacji między służbami Chile i ZSRR”. KGB wyasygnowało znaczące kwoty zarówno na wynagrodzenie Allende, jak i na konkretne zadania operacyjne. Początkowo miał on otrzymać 30 tys. dolarów wynagrodzenia prywatnego oraz 400 tys. dolarów na kampanię wyborczą. Następnie miał otrzymać 50 tys. dolarów na cele prywatne oraz dalsze 100 tys. dolarów przekazane na potrzeby Komunistycznej Partii Chile. Kontaktem operacyjnym Allende miał być według tych źródeł Światosław Kuźniecow (kryptonim „LEONID”).

### Pierwszy rok prezydentury
Allende wygrał wybory powszechne 4 września 1970 roku, startując jako lider koalicji lewicowej o nazwie Unidad Popular. Zwyciężył niewielką większością głosów (36,2%) z dwoma innym kandydatami – byłym prezydentem – Jorge Alessandri (Partia Konserwatywno-Liberalna) (34,9%) oraz liderem Partii Chrześcijańsko-Demokratycznej (PDC) Radomiro Tomic (27,8%). Zgodnie z konstytucją, w związku z tym, że żaden z kandydatów nie otrzymał ponad 50% głosów, ostateczna decyzja wyboru prezydenta należała do parlamentu. Parlament chilijski tradycyjnie w takich przypadkach wybierał na prezydenta zwycięzcę wyborów powszechnych, nawet jeśli różnica między głosami kandydatów była minimalna. W dniu 4 listopada, Allende objął urząd w Kongresie. Następnie udał się do katedry aby uczestniczyć w ekumenicznej mszy wszystkich kościołów Chile. W skład rządu weszli przedstawiciele Partii Socjalistycznej, Radykałów (liberałowie), Partii Komunistycznej, Socjaldemokratycznej, MAPU (partia reprezentująca nurt chadecji) i API, część z partii tworzona była przez klasę średnią. Allende czerpał z doświadczeń wcześniejszych rządów Frontu Ludowego który przed II wojną światową sprawował władzę m.in. we Francji, Hiszpanii, jak i Chile. Założono, że partie ruchu robotniczego muszą zawiązać sojusz z partiami liberalnymi.
Allende objął urząd prezydenta Chile 3 listopada 1970, zaraz po inauguracji rozpoczął wprowadzanie obiecywanego w trakcie kampanii wyborczej pakietu reform socjalistycznych, nazywanych przez samego Allende La vía chilena al socialismo („Chilijska droga do socjalizmu”). Podczas pierwszego roku urzędowania, rząd Allende osiągnął wzrost gospodarczy, ograniczenie inflacji i bezrobocia, wzrost redystrybucji dochodów i konsumpcji. Znacznie zwiększyły się wynagrodzenia, zmniejszono podatki i wprowadzono bezpłatną dystrybucję niektórych produktów pierwszej potrzeby. Po raz pierwszy do państwowego systemu ubezpieczeń pracy włączono grupy takie jak inwalidzi, sieroty, osoby starsze, zwiększono emerytury dla wdów. W 1970 roku zrealizowano Narodowy Plan Mleczny z którego skorzystało 50% chilijskich dzieci, udało się zapewnić 3,47 mln litrów mleka na dobę które trafiało do dzieci za darmo a oprócz tego bezpłatne mleko dostarczano matkom nowo narodzonych dzieci. Zamrożono czynsze i ceny, znacjonalizowano przemysł miedziowy (będący własnością USA), obniżono wiek wyborczy do lat 18 i uruchomiono program reformy rolnej.
Wkrótce po wyborach prezydenckich, odbyły się wybory do związków studenckich FECH, partie zgrupowane we Froncie Jedności Ludowej zanotowały w nich ponad 40-procentowy wzrost poparcia. Do kolejnego sukcesu doszło w wyborach samorządowych w kwietniu 1971 roku, poparcie dla Partii Socjalistyczne wzrosło do 22,89% głosów (w 1971 poparcie wyniosło 12,2%), a dla Partii Komunistycznej do 17,36% (w 1969 tylko 15,9%). Najwięcej głosów straciła prawicowa Partia Nacjonalistyczna która zdobyła zaledwie 18% głosów, kolejnym przegranym okazali się Radykałowie którzy uzyskali tylko 8,18% głosów (13% w 1969 roku) – partia ta była jedyną siłą Frontu Ludowego dla której poparcie zmalało, było to spowodowane zjawiskami, tj. podziały w partii czy spadek liberalnego poparcia dla Allende.

#### Polityka społeczna
Prowadził działania mające zintegrować mniejszość indiańską do systemu oświaty. W listopadzie 1970 roku przyznał 3 tys. stypendiów dzieciom z plemienia Mapuchów. Wznowił wypłaty emerytur i dotacji, uruchomił plan budowy 120 tysięcy budynków mieszkalnych, przywrócił stosunki dyplomatyczne z Kubą, przyznał zabezpieczenia społeczne wszystkim pracownikom, odrzucił proponowaną przez poprzedni rząd podwyżkę cen energii i ogłosił amnestię dla wszystkich więźniów politycznych. W grudniu tego samego roku wprowadził kontrolę państwa nad cenami chleba, a na południe kraju wysłał 55 tys. wolontariuszy mających uczyć tamtejsze wcześniej ignorowane społeczności umiejętności czytania i pisania oraz zapewnić im opiekę zdrowotną. Powołał Komisję Centralną mającą nadzorować plan trójstronny – organ dialogu społecznego rządu, pracowników i pracodawców. Podpisał umowę ze Zjednoczonym Centrum Robotników, dzięki któremu przedstawicielstwo pracowników uzyskało wpływ na decyzje Ministerstwa Planowania Społecznego. Rozszerzył program robót publicznych i zmodyfikował mechanizm regulacji płac i wynagrodzenia. Z jego inicjatywy przesunięto budowę metra w Santiago w ten sposób aby objęło ono też dzielnice robotnicze. Najbiedniejsi mieszkańcy kraju skorzystali z wdrażanego przez jego rząd programu rozprowadzenia darmowej żywności wśród najbardziej potrzebujących.
W celu wspierania małych przedsiębiorców zwolnił z podatków kapitałowych najmniejsze przedsiębiorstwa, na skutek czego z podatku zwolnionych zostało 330 tys. małych przedsiębiorców. Podniesiono minimalny poziom dochodu do opodatkowania, na skutek czego z płacenia podatków zwolnionych zostało 35% tych którzy płacili podatki rok wcześniej. Zrealizował w pełni plan podwyżek dla sił zbrojnych, rozpoczęty jeszcze za czasów Freia. Od października 1970 do lipca 1971 roku siła nabywcza zwiększyła się o 28%. Rząd rozpoczął kampanię likwidacji analfabetyzmu, która objęła głównie obszary wiejskie i rozszerzył programy edukacyjne dla dorosłych, m.in. ze szkoleniami dla pracowników. Od 1971 do 1973 roku wzrosła liczba uczniów przedszkoli, szkół podstawowych, średnich i policealnych. Rząd zachęcał lekarzy do rozpoczęcia praktyk na obszarach o niższych dochodach oraz wybudował na takich terenach szpitale i kliniki. W sąsiedztwie ośrodków zdrowia tworzono rady szpitali i lokalne samorządy zdrowotne. Rady takie mogły rozpatrywać odwołania od decyzji budżetowych rządu.
Przyznał prawo wyborcze analfabetom i obniżył prawo do głosowania do lat osiemnastu. Rząd na gruncie egalitaryzmu propagował wśród wszystkich Chilijczyków kulturę (zarówno poważną, jak i popularną). W 1971 roku państwo wykupiło prywatny dom wydawniczy, „Editorial Quimantu”, który od tamtego czasu stał się centrum kulturalnej działalności rządu Allende. Na przestrzeni dwóch lat wydrukowano 12 milionów egzemplarzy książek, czasopism i dokumentów (8 milionów stanowiły książki). Tanie wersje wielkich dzieł literackich były drukowane raz na tydzień i w większości przypadków były wyprzedane w ciągu jednego dnia. Kultura weszła w miejsca w których do tej pory nie była obecna. „Editorial Quimantu” zachęcała do tworzenia bibliotek organizacji społecznych i związków zawodowych oraz prowadziła dostawy tanich książek dla pracowników.
W celu poprawy warunków społecznych i gospodarczych kobiet, w 1971 roku utworzono Sekretariat Kobiet. Organizacja walczyła m.in. o zwiększenie opieki zdrowotnej kobiet (zwłaszcza prenatalnej), budowę pralni publicznych, tworzenie ośrodków opieki i poszerzenie publicznych programów żywnościowych. W wyniku działań organizacji, urlop macierzyński wydłużono z 6 do 12 tygodni. Na skutek demokratyzacji uniwersytetów między 1970 a 1973 roku liczba studentów wzrosła o 89%. Rekrutacja w szkołach średnich wzrosła z 38% w 1970 do 51% w 1974 roku. Rekrutacja w oświacie osiągnęła rekordowe poziomy, 8 milionów podręczników zostało rozprowadzonych wśród 2,6 mln uczniów szkół podstawowych. Na uniwersytety, które dostępne stały się również dla robotnikowi i chłopów, przyjętych zostało 130 tys. nowych studentów. Analfabetyzm zmniejszono z 12% w 1970 do 10,8% w 1972, wzrost liczby uczniów szkół wzrósł z 3,4% w okresie 1966-70 do 6,5% w 1972-72. Szkolnictwo średnie w latach 1971–1972 rosło w tempie 18,2%, a średnia rejestracja dzieci w wieku od 6 do 14 lat wzrosła z 91% (1966-70) do 99%. Rząd prawnie uznał Centralną Konfederację Pracy, w rezultacie liczba jego członków wzrosła z 700 tysięcy do prawie miliona. Rząd zagwarantował pracownikom połowę miejsc w radach zarządzających każdym przedsiębiorstwem, tym samym rady te zastąpiły dawne zarządy. W reformach Allende wspierany był przez wolontariuszy zwanych Allendistas, którzy prowadzili działania charytatywne na wsi i w miejskich slumsach.

#### Nacjonalizacja

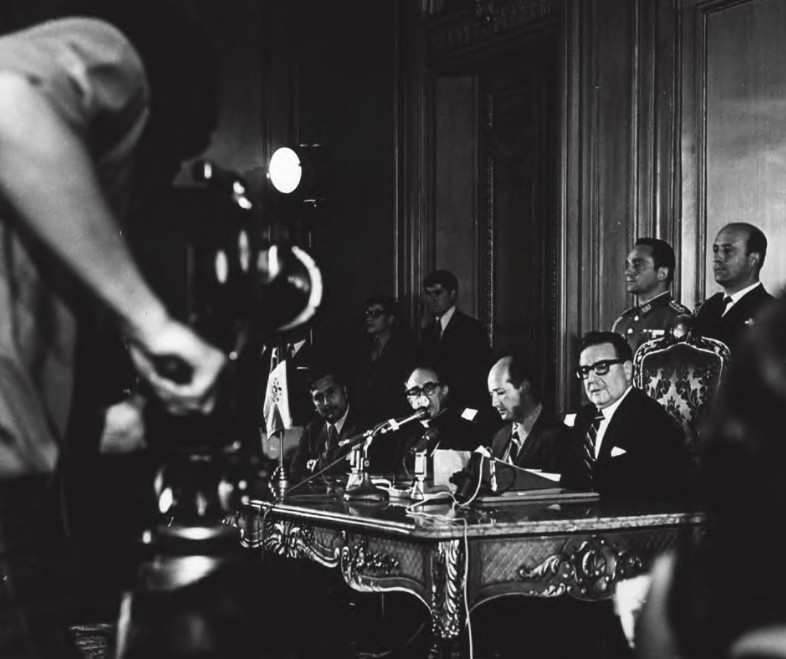
Allende podpisuje dekret o nacjonalizacji, rok 1971

Rządowy ekonomista Peter Vusovic ogłosił plan reform, według niego rząd powinien: znacjonalizować kluczowe obszary gospodarki takie jak miedź, przyśpieszyć reformę rolną oraz zamrozić ceny miedzi. Działania te miały na celu szybkie ożywienie gospodarcze kraju. Między innymi znacjonalizowano jednym aktem wielkie przedsiębiorstwa, z których najważniejsze były kopalnie rud miedzi, dotychczas zarządzane przez amerykańskie koncerny, oraz cały system bankowy, wprowadzono państwowy system opieki zdrowotnej i socjalnej, uruchomiono szeroko zakrojoną reformę systemu edukacji. Wykorzystując luki prawne, zawarte m.in. w dokumencie el Decreto Ley Nº 520 z 1932 roku, czyli okresu istnienia Socjalistycznej Republiki Chile, prowadził nacjonalizację.
Duża część znacjonalizowanych przedsiębiorstw została znacjonalizowanych dlatego, gdyż jej właściciele nie mogli zapewnić normalnego funkcjonowania firm. Jedną z takich firm była duża fabryka Pedro Torrens, której produkcja spadła o 90% i rząd Allende znacjonalizował ją na podstawie dekretu z 1932 roku. Fabrykę Sigdo Koppers znacjonalizowano ze względu na długotrwały konflikt pracodawcy z pracownikami, który zaowocował strajkiem – nacjonalizacja odbyła się zgodnie z obowiązującym prawem. Nie był to w historii Chile odosobniony przypadek, w 1982 roku następca Allende, Pinochet znacjonalizował w ten sposób najbardziej zadłużone przedsiębiorstwa prywatne.
Po nacjonalizacji części zagranicznych i oligarchicznych koncernów, rząd przejął też część kontrolowanych przez nie mediów. Dzięki temu po raz pierwszy w historii, największy związek zawodowy Chile, Zjednoczona Centrala Pracujących (CUT) otrzymała własną stację radiową, tym samym lewica zyskała jedno z pierwszych mediów ogólnokrajowych (wcześniej do prawicy poprzez koncerny należało aż 95% radiostacji). W listopadzie 1971 roku Chile odwiedził lider francuskiej Partii Socjalistycznej, a zarazem przyszły prezydent Francji, François Mitterrand, w trakcie spotkania z politykiem, Allende stwierdził Zrujnowałbym się, gdybym kupował gazety, które znieważają mnie codziennie już od samych progów pałacu prezydenckiego.

#### Reforma rolna
Kontynuowano rozpoczętą jeszcze przez poprzedniego prezydenta Eduardo Freia reformę rolną. Do zwiększenia poparcia dla prezydenta przyczyniło się to że chadecy nie zdołali wdrożyć reformy rolnej – Allende dokonał parcelacji wielkich majątków ziemskich zwanych latyfundiami i przekazania ziemi w ręce ubogich rolników. Przed dojściem do władzy Allende w ubogich regionach Chile takich jak Cautin zaledwie 25% ziemi rolnej należało do biedniejszych Indian, 37% Indian było analfabetami a wśród dużej części społeczności panował analfabetyzm. W czasie pierwszego roku rządu lewicy, indiańscy rolnicy zorganizowali 56 przejęć ziemi. Allende zdecydował się na zatrzymanie mimowolnego zajmowania ziemi i zaapelował do Indian o to aby „nie wywoływać reakcji” a rdzenna ludność zdecydowała się wycofać ze swoich planów.
Reforma rolna rozzłościła najbogatszych właścicieli ziemskich, zwłaszcza w Cautin. Jeden z właścicieli największych latyfundiów, Pablo Goebbels, zadeklarował publicznie że gdy urzędnicy będą próbowali wywłaszczyć jego majątek to stawi im zbrojny opór, przedtem Goebbels zakupił w Argentynie pokaźną liczbę broni. Według raportu chilijskiej policji do oddziałów organizowanych przez właścicieli ziemskich dołączyło 2 tys. osób, dokonywali oni aktów sabotażu, tj. niszczenie systemu transportu czy przerywanie dostaw gazu, wody i elektryczności. Policja w Santiago odnalazła duży magazyn broni składowanej w domu majora Jose Cabarery. Śledztwo wykazało, że Cabarera był powiązany z organizacją faszystowską „Państwo i Wolność" prowadzącą działalność wywrotową.

#### Efekty pierwszych reform
Stopa inflacji spadła z 36,1% w 1970 do 22,1% w 1971 roku a średnie płace realne wzrosły o 22,3% w 1971 roku. Minimalne płace realne dla pracowników fizycznych w pierwszym kwartale 1971 roku wzrosły o 56%, w tym samym czasie płace dla pracowników umysłowych zwiększyły się o 23% w rezultacie zmniejszył się współczynnik różnicy między dochodami robotników a pracowników umysłowych (spadł z 49% w 1970 do 35% w 1971). Wydatki rządu centralnego wzrosły o 36%, udział wydatków w PKB wzrósł z 21% w 1970 do 27% rok później. W 1971 roku rząd rozpoczął budowę 76 tys. domów (w 1970 roku były to 24 tys.). Inflacja wzrosła na przełomie 1972 i 1973 roku, na skutek czego część wcześniejszego wzrostu płac uległa erozji. Niemniej jednak płace do 1973 cały czas wzrastały.

### Polityka Stanów Zjednoczonych
Po wyborze Allende na prezydenta, CIA opracowała plan szkodzenia rządowi nowego prezydenta. Jeszcze przed zaprzysiężeniem Allende rząd amerykański zaangażował akcję porwania głównodowodzącego armii generała Scheidera, który w trakcie próby porwania został zastrzelony (22 października 1970). Grupa odpowiedzialna za ten atak była w kontakcie z CIA. Agencja miała dostarczyć na realizację tego zabójstwa 35 tys. dolarów. Zaraz po wyborach powszechnych CIA zaangażowała się w tajną operację dyplomatyczno-wywiadowczą, która miała na celu przekonanie odchodzącego prezydenta Eduardo Freia i jego partię (PDC), aby ta zagłosowała w parlamencie, wbrew tradycji, na drugiego w kolejności kandydata, Jorge Alessandri, który przyrzekł podanie się do dymisji zaraz po nominacji i rozpisanie nowych wyborów prezydenckich. Dzięki temu Eduardo Frei mógłby ponownie startować w wyborach i prawdopodobnie pokonać Allende. Konstytucja chilijska obowiązująca w tym czasie zabraniała bowiem urzędującemu prezydentowi startowania w wyborach. Plan ten jednak się nie powiódł i ostatecznie parlament wybrał na prezydenta Salvadora Allende, po podpisaniu przez niego „Aktu Gwarancji Konstytucyjnych”, w którym zobowiązywał się on, że wprowadzane przez niego reformy socjalistyczne nie naruszą żadnego z punktów aktualnie obowiązującej Konstytucji Chile.
Stany Zjednoczone były szczególnie zaniepokojone planami nacjonalizacji przemysłu w Chile, ze względu na poważne zaangażowanie kapitałowe w ten kraj kilku wielkich amerykańskich korporacji – szczególnie w przemysł wydobywczy rud miedzi. Szczególnie wrogo nastawiony był do niego prezydent Richard Nixon, który krytykował Allende w oficjalnych przemówieniach i wspierał otwarcie finansowo i moralnie jego oponentów w drodze do prezydentury. Z drugiej jednak strony Allende wspierany był środkami finansowymi gromadzonymi przez partie marksistowskie, socjaldemokratyczne i komunistyczne z całego świata. Stany Zjednoczone reprezentowane były w Chile przez korporacje, takie jak Anacoda, ITT i Kennecott, zdaniem rządu amerykańskiego reformy miały uderzyć w korporacje. Sytuacja ta pogorszyła jedynie stosunki chilijsko-amerykańskie. Odszkodowania dla korporacji Anaconda Copper Mining Company, należącej do rodzin Rockefeller i Rothschild w wysokości 250 milionów dolarów zostały wypłacone dwa lata po zamachu wojskowym w którym obalono rząd Allende. Rząd Chile kontynuował rozpoczętą przez prawicowego prezydenta Eduardo Freia reformę rolną. Dużym sukcesem okazało się też zdobycie przez popierającego Front Ludowy poetę Pablo Neruda, literackiej Nagrody Nobla. Dzięki wdrażanym reformom i sprzyjającej polityce międzynarodowej Front Ludowy w najbliższych wyborach uzyskał 49,731% głosów (lub według innych źródeł 50,86%).
Spór rządu z opozycją i USA został dodatkowo zaogniony w roku 1971, kiedy Allende zdecydował się nawiązać stosunki dyplomatyczne z Kubą, mimo że Chile podpisało wcześniej traktat o przystąpieniu do Organizacji Państw Amerykańskich, który zabraniał członkom tej organizacji nawiązywania tego rodzaju stosunków z Kubą. Co więcej, Allende zaprosił Fidela Castro, z którym już wcześniej utrzymywał przyjazne kontakty, do złożenia oficjalnej wizyty w Chile. Castro spędził w Chile trzy tygodnie, prywatnie wyrażał jednak niezadowolenie i sceptycyzm wobec pokojowych rządów Allende. W trakcie swego pobytu podczas przemówień i pochodów kubański przywódca wielokrotnie wyrażał poparcie dla reform rządu Jedności Ludowej. Od tego momentu Allende podjął (a według przeciwników ujawnił) szeroką współpracę z Ruchem Państw Niezaangażowanych, Kubą a później z ZSRR. Jako prezydent kraju, Chile jako pierwsze państwo w regionie (na obu kontynentach Ameryki) uznało niepodległość Chińskiej Republiki Ludowej, która w tym czasie uważała się za głównego przeciwnika ZSRR na arenie światowej.

#### Sprawa chilijskiej miedzi
11 lipca 1971 roku, parlament Chile wprowadził poprawkę do konstytucji, która umożliwiła nacjonalizację amerykańskich przedsiębiorstw miedziowych. Dzięki nacjonalizacji Chile walczyło o 7% dewiz, które zyskałoby po znacjonalizowaniu przemysłu miedziowego. Problemem stały się odszkodowania za nacjonalizacje miedzi. Koncerny zażądały horrendalnie wysokiego odszkodowania w wysokości 800 milionów dolarów (dla porównania w okresie 1965-1970 zyski koncernów osiągnęły 552 miliony dolarów). We wrześniu 1971 roku prezydent Allende sformułował doktrynę zakładającą, że Chile ma prawo potrącić sobie sumy za nacjonalizację z tytułu tego co stanowić miało ponadnormatywne zyski koncernów. Allende za racjonalny uznał zysk wahający się w granicach do 10% rocznie, a więc taki jaki osiągały koncerny amerykańskie w krajach takich jak Kanada. W październiku 1971 roku profesor Hector Humeres pełniący urząd kontrolera generalnego rozpatrzył kwestię wysokości odszkodowań dla koncernów, według jego raportów w ciągu blisko 55 lat działalności koncerny uzyskiwały zawyżone zyski. Jako przykład podał koncern Anaconda, który w latach 1955–1970 uzyskiwał 20% rocznie, a w przypadku koncernu Kennecott zyski sięgnęły 50% rocznie. Raport wykazał też, że koncerny nie wywiązały się ze swoich obowiązków podatkowych względem Chile. Zdaniem Humeresa gdyby miały one wypłacić utracone przez Chile pieniądze, musiały by one przed nacjonalizacją wpłacić aż 400 milionów dolarów. Ostatecznie rząd Allende postanowił, że odszkodowanie wypłacone zostanie koncernowi Cerro Corporation, który według raportu najlepiej wywiązywał się ze swoich obowiązków.
Nacjonalizacja górnictwa poparta została przez wszystkie partie polityczne. Przedsiębiorstwom górniczym zostały wypłacone odszkodowania. Rząd USA twierdził, że przedsiębiorstwa amerykańskie Kennecott i Anaconda nie otrzymały odszkodowań, Allende natomiast w czasie wizyty w siedzibie ONZ w Nowym Jorku w 1972 roku stwierdził, że dzięki nacjonalizacji USA w ciągu dziesięciu lat zarobi 4 miliardy dolarów. Henry Kissinger, sekretarz stanu USA, zaproponował bojkot Chile, odmawiając kredytów zagranicznych i złożył wniosek o embargo na chilijską miedź. Koncerny złożyły odwołanie do specjalnego trybunału, powołany on został w lipcu 1971 roku. 10 września koncern Kennecott ogłosił, że wycofuje się z dochodzenia roszczeń przed sądami Chile, a jednocześnie zapowiedział sekwestr na ładunki miedzi chilijskiej na rynku międzynarodowym. W wyniku zakulisowych działań zablokowano możliwość zaciągania przez Chile kredytów w Amerykańskim Banku Rozwoju i Banku Światowym i zamrożono aktywa Chile w USA. Na wniosek koncernu Kennecott, francuski trybunał polecił wstrzymanie około półtora miliona dolarów należnych Chile za dostarczenie do Francji 1200 ton miedzi. W okresie trwania sporu, na wniosek krajów Ameryki Południowej, Konferencja Narodów Zjednoczonych ds. Handlu i Rozwoju w Genewie uchwaliła rezolucję, która zakładała, że każde państwo jest suwerenem bogactw naturalnych i każde państwo ma pełną swobodę przeprowadzenia nacjonalizacji tychże bogactw.

### Dalsza prezydentura

#### Strajk prawicowej opozycji
Na październik 1972 roku przypadł strajk zorganizowany przez prawicową opozycję. Z prowadzenia strajku szybko wycofała się duża liczba przedstawicieli uboższej klasy średniej, a w szczególności drobni kupcy. Postawa taka była potępiana przez antyrządową opozycję, a kupcy, którzy powrócili do prowadzenia swoich interesów, uznani zostali za „łamistrajków”. Niejednokrotnie powrót do strajku fizycznie wymuszany był przez prawicowe bojówki, np. na ulicach Independencia i San Antonio, gdy kupcy otworzyli swoje lokale, zostali zaatakowani przez prawicowych aktywistów, którzy zostali jednak odparci przez grupy robotników. W Santiago środowiska drobno kupieckie utworzyły organizację Szeroki Ruch Kupców. Organizacja ta opowiedziała się przeciwko strajkowi. Szeroki Ruch Kupców stał w opozycji do prawicowego Syndykatu Kupców, skupiającego głównie bogatszych handlowców. Także część innych środowisk zaprotestowała przeciwko strajkowi. Zaniepokojeni strajkiem transportowcy powołali Ruch Odnowy Związkowej Transportowców, który opowiedział się przeciwko prawicowemu kierownictwu związku zawodowego właścicieli ciężarówek. Także m.in. kierownictwo związku lekarzy w części prowincji opowiedziało się za przerwaniem strajku (58 głosów przeciwko 19).
W obliczu strajku, który pogorszył sytuację klasy średniej, rząd Jedności Ludowej zyskał duże poparcie ze strony drobnych, prywatnych handlowców. W czasie strajku rząd rozprowadzał podstawowe towary poprzez drobnych sklepikarzy, strategia ta realizowana była z powodzeniem w dzielnicach robotniczych, gdzie dochodziło do najmniejszej liczby ataków na „łamistrajków”. W dzielnicach robotniczych zakupy robili nawet mieszkańcy najbogatszych dzielnic, które wówczas strajkowały. W czasie strajku w strajkujących dzielnicach pojawił się handel czarnorynkowy. W dzielnicach, które odmówiły przyłączenia się do strajku, ceny oficjalne były o połowę niższe od cen oferowanych przez handlarzy czarnorynkowych. Miało to niemały wpływ na straty poparcia dla opozycji. W czasie strajku zmobilizowali się zwolennicy Allende. Powstał ruch zwany voluntarios de la patria (ochotnicy ojczyzny) składający się w głównej mierze z młodzieży. Powstały oddolnie ruch skupił 40 tysięcy ochotników (w tym 15 tysięcy mieszkańców stolicy). Lewicowi ochotnicy w samej stolicy wyładowali 22 tysiące ton towarów, głównie żywności oraz milion litrów mleka. Hasłem ruchu był slogan „Faszyzm niszczy, lud buduje”. Allende na tyle docenił znaczenie ruchu, że wspomniał o ochotnikach w ostatnim przemówieniu radiowym przed swoją śmiercią. W obliczu spadku poparcia dla opozycji, już 1 listopada do normy wróciła sytuacja w opozycyjnych bogatych dzielnicach.
Wraz z przygaszaniem strajku doszło do pierwszych akcji zbrojnych prawicy, prawicowi bojówkarze uszkadzali tunele kolejowe, wysadzali tory, czy blokowali szosy przy użyciu stalowych kolców zwanych miquelitos. 4 listopada przypadła druga rocznica przejęcia władzy przez Front Ludowy. W obawie przed starciami zwolenników i przeciwników rządu odwołano protesty zaplanowane na ten dzień. Strajk ostatecznie przerwano 6 listopada. Gdy część przedsiębiorstw na żądanie ich właścicieli nie powróciła do normalnego funkcjonowania na długo po upadku strajku, pracownicy zajmowali swoje fabryki, a rząd zezwolił na administrowanie nimi poprzez konfederacje kupieckie. Niekiedy przedsiębiorcy zdecydowali się na sprzedanie swoich przedsiębiorstw w ręce rządu.
Według danych źródłowych przedstawionych przez chilijskie media, miesięczny strajk kosztował 5,5 miliarda escudos (tylko w handlu i transporcie), pismo „El Siglo” obliczyło, że za sumę tę rząd mógł wybudować 1129 ośrodków zdrowia, czy też pięć zakładów przemysłowych. Według tych wyliczeń pieniądze, które zostały zmarnowane w wyniku strajku, starczyłyby na podwojenie produkcji krajowej Chile. Według innych wyliczeń, strajk kosztował chilijskie rolnictwo minimum 290 milionów escudos, a w okresie strajku przepadło 10 milionów litrów mleka, którego nie odebrano od rolników. Dzień strajku lotniczego według gazety „La Nación” miał z kolei kosztować 50 tysięcy dolarów i 4,5 miliona escudos. Do mediów dochodziły informacje o tym, że strajkujący byli opłacani przez komitety strajkowe. Kanał 9. dotarł do osoby, której zaoferować miano 5 tysięcy escudos za jeden dzień strajku. Mówiło się też o dotacjach mających rzekomo pochodzić z zagranicy. Jednym z dowodów świadczących o takowych dotacjach był fakt, że kurs dolara na czarnym rynku w okresie strajku spadł o 20%.

#### Reorganizacja rządu
2 listopada w pałacu prezydenckim La Moneda Allende powołał nowy chilijski gabinet. W skład 15-osobowej rady ministrów weszło siedmiu nowych ministrów, po raz pierwszy do rządu dołączyło trzech wojskowych. Ministrem spraw wewnętrznych został generał Carlos Prats – w Chile minister spraw wewnętrznych de facto pełni funkcje premiera. Generał Prats był zwolennikiem „doktryny Schneidera”; doktryny sformułowanej przez jego poprzednika na stanowisku dowódcy chilijskich sił lądowych, generała Renę Schneidera, zamordowanego przez prawicowych terrorystów 20 października 1970 roku. Doktryna polegała na apolitycznym charakterze armii oraz jej pełnej lojalność wobec konstytucyjnych władz republiki.
W składzie rządu znalazło się czterech reprezentantów socjalistów (ministrowie spraw zagranicznych, rolnictwa, obrony i sekretariatu rządu), trzech komunistów (skarbu, pracy i sprawiedliwości), dwóch działaczy wywodzących się z chadeckiej MAPU (ekonomii i zdrowia), dwóch liberałów (ministerstwo oświaty oraz ziemi i kolonizacji), a także jeden minister niezależny, który został ministrem budownictwa.
Zmiany w rządzie łączyły się ze znacznym odmłodzeniem kadr, do rządu weszło dwóch ministrów poniżej trzydziestego roku życia, ministrem ekonomii został chadek Fernardo Flores (27 lat) a ministrem rolnictwa socjalista Rolando Calderon (27 lat). Calderon był działaczem chłopskim, który w okresie rządów chadeków był represjonowany i przez dwa lata musiał się ukrywać. Prawica ostro skrytykowała dołączenie do rządu przedstawicieli armii. Wojsko było wówczas obiektem ataków ze strony prawicy, która chciała, aby wojsko wysłuchało „dobrych rad” i obaliło rząd centrolewicy. Włączenie wojskowych w skład rządu na pewien czas położyło kres nadziejom prawicy, która chciała, aby wojsko dokonało puczu militarnego przeciwko Allende, a tym samym wzmocniło pozycję Frontu Jedności.
Front Ludowy w Chile, w którym obok reprezentantów lewicy zasiedli wojskowi, był jedynym takim przypadkiem w historii frontów ludowych oraz pierwszym takim przypadkiem w Ameryce Łacińskiej. Pod koniec listopada Allende na stanowisku szefa państwa zastąpiony został przez Carlosa Pratsa. Prats zastąpił Allende na dwa tygodnie, związane to było z międzynarodowym wyjazdem Allende. Allende wystąpił na sesji ONZ oraz odwiedził Meksyk, Kubę i ZSRR. 15 listopada swoje exposé o gospodarce wygłosił minister skarbu, Orlando Millas. Millas przedstawił dane, według których rząd rozdysponował 5374 tysięcy hektarów, a Chile w latach 1971–1972 odnotowało 7% wzrost gospodarczy (najwyższa pozycja od 15 lat), wzrost produkcji przemysłowej wyniósł 10% w ciągu roku, w 1971 o 10,4% wzrosła konsumpcja na głowę mieszkańca (do 1970 roku 31% rodzin nie uczestniczyło w konsumpcji). W stolicy zmniejszono bezrobocie z 8,3% do 3%, a podobne zmiany zaszły w pozostałych regionach Chile. Rząd zmniejszył liczbę analfabetów z 12% do 10,8% a nauczaniem szkolnym objęto 99% dzieci w wieku od 6 do 14 lat.
Prawica przegrała wybory w Stowarzyszeniu Profesorów i Pracowników Uniwersytetów Chilijskich, w którym przewodniczącym został komunista Humberto Palma, a wiceprzewodniczącym socjalista Feliz Mallea. Lewica w wyborach uzyskała 4341 głosów, natomiast prawica 2993. W rezultacie prawicowcy objęli w APEUCH zaledwie 14 miejsc (na 50). Lewica odniosła też zwycięstwo w wyborach do Zjednoczonego Stowarzyszenia Pracowników Huty i Rafinerii w Ventanas – największego zakładu przemysłu miedziowego w Chile, lewica uzyskała 52% poparcia i 4 miejsca w zarządzie (na 7). Dużą uwagę mediów zwróciły listopadowe wybory do Federacji Licealistów Santiago, które zakończyły się zwycięstwem lewicy. Także wcześniej Federacja zdominowana była przez chadeków. Jak się okazało, Federacja wydrukowała o 70 tysięcy kart do głosowania więcej niż było głosujących, a lewicowców nie dopuszczono do Centralnej Komisji Skrutacyjnej. Lewica została osłabiona na skutek działania prawicowych bojówek, które zastraszały lewicowych licealistów. Pospieszenie Federacja ogłosiła zwycięstwo kandydata prawicy, Miguela Salazara. Lewica po uzyskaniu danych z komisji ze wszystkich szkół ogłosiła, że lewica uzyskała 38%, a chadecy 33%, natomiast Federacja przedstawiła sfałszowane dane.

#### Początek kampanii wyborczej
Wybory parlamentarne wyznaczono na marzec 1973 roku. Kampania wyborcza rozpoczęła się de facto na cztery miesiące przed wyborami. Udział w wyborach wzięły dwa wrogie sobie bloki, lewica skupiła się w Federacyjnej Partii Jedności Ludowej a prawica w Zjednoczonej Konfederacji Demokratycznej. Po raz pierwszy w wyborach – na skutek reformy Allende – wzięli udział 18-latkowie, wcześniej bowiem brać udział w wyborach mogły jedynie osoby, które ukończyły 21 rok życia. Po raz pierwszy do wyborów dopuszczono również analfabetów. 28 listopada w Santiago odbyła się duża manifestacja poparcia dla Allende. W marszu udział wzięli zwolennicy partii socjalistycznej, komunistycznej, liberałów, API i katolickiej partii Izquierda Cristiana. Manifestacja odbyła się spokojnie, a w czasie jej trwania nie doszło do żadnych starć, lecz doszło do drobnych incydentów – w czasie przemarszu demonstracji przez bogatą dzielnicę Bandera doszło do małej kontrdemonstracji zwolenników prawicy, a prawicowy postrzelili 18-letniego licealistę maszerującego w pochodzie lewicy.
Na początku grudnia odbyły się ogólnokrajowe wybory do Narodowej Rady Dziennikarzy Chilijskiej. Wybory po raz kolejny legitymizowały władzę lewicy i okazały się jej sukcesem – lewica zyskała 2633 głosów, podczas gdy prawica zdobyła 2337 głosów. Najwięcej głosów zyskał lewicowiec Alfredo Olivares, wiceprzewodniczący Międzynarodowej Organizacji Dziennikarzy. Dużą sensacją okazały się wybory do władz zdominowanego przez prawicowych chadeków związku prasowego „El Mercurio” z ubiegłego miesiąca, w których niespodziewane zwycięstwo odniósł kandydat Frontu Ludowego, Andres Guzman. Rozgrywka w walce o media była o tyle ważna, że do tej pory prawica kontrolowała aż 64% środków przekazu, podczas gdy lewica jedynie 23%, lewica liczyć mogła na 36 stacji radiowych (na ogółem 134) i 10 dzienników (prawica natomiast liczyć mogła na 45). Przeciwny współpracy chadeków z Frontem był jej lider, Frei, którego ambicją było wygranie wyborów prezydenckich w 1976 roku. Przeciwne stanowisko zajmował bardziej centrystyczny lider partii, Rodomiro Tomic (pokonany przez kandydata Frontu Ludowego w wyborach prezydenckich), był zwolennikiem wystawienia w 1976 roku wspólnego, kompromisowego kandydata reprezentującego chadecję i Front.

#### Próba współpracy między Frontem a prawicą

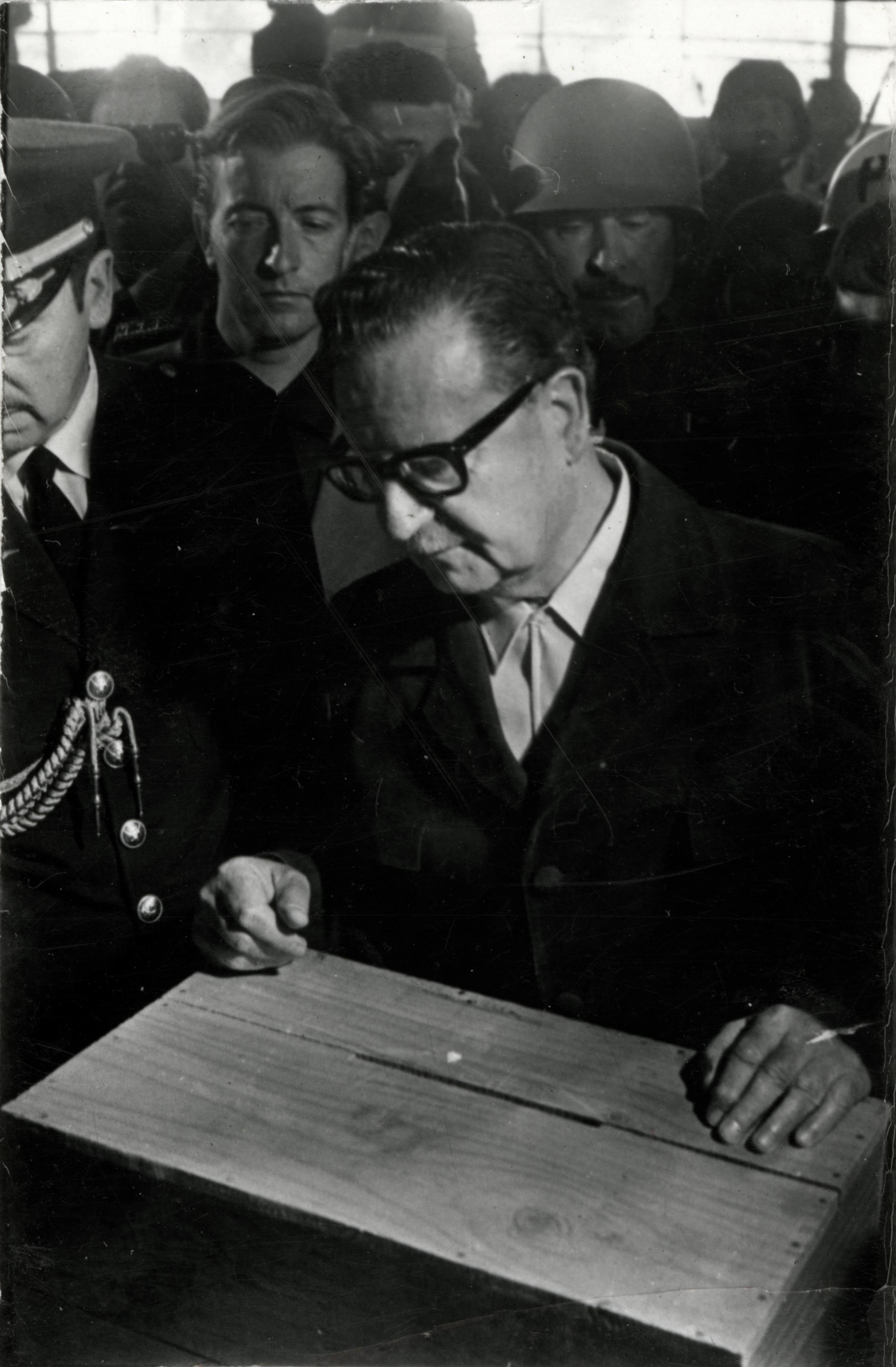
Allende oddający głos w wyborach z 1973 roku

Po dłuższej wizycie zagranicznej i powrocie do kraju przywitał witających go gości, w tym przedstawicieli prawicy – przewodniczącego Senatu, Izby Deputowanych i prezesa Sądu Najwyższego, co zostało wygwizdane przez część zwolenników lewicy. Przemowa Allende, w której zwrócił się on do prawicy, została odebrana jako przyjazny gest względem chadeków, tym bardziej że w październiku udzielił on wywiadu włoskiej centrolewicowej gazecie „Corriere della Sera”, w której mówił o szukaniu porozumienia z chociaż częścią chadeków, rozmowy z prawicą w imieniu Frontu Ludowego prowadzić miał Luis Corvalan. Przy tym pod kierownictwem Freia, chadecja skręciła mocno w prawo, jeszcze parę lat wcześniej Frei zajmował stanowisko centrolewicowe, promował hasło rewolucji w ramach wolności i uważał, że komunizm to zła rzecz, ale jeszcze gorszy jest antykomunizm.
Propozycje porozumienia już dzień po przemówieniu prezydenta odrzucili chadecy, którzy zawarli w parlamencie wspólny front ze skrajną prawicą. Głosami prawicy odrzucono opracowany przez rząd preliminarz budżetu na 1973 rok. Komisja parlamentarna zdominowana przez chadecję obcięła budżet CORFO oraz na rozwój i mechanizację produkcji rolnej. Cięcia wyniosły prawie połowę budżetu. Cięcia uderzyły głównie w sektor rolnictwa powstały z rozdzielenia latyfundiów. Po raz pierwszy w historii komisja zakwestionowała pełnomocnictwo rządu do zaciągnięcia zagranicznej pożyczki. Jorge Donoso z PCh-D stwierdził, że koalicja (miała miejsce poprzez tzw. Konferencję Demokratyczną) chadeków z Partią Narodową, zajmującą wtedy pozycje skrajnie prawicowe, ma charakter tymczasowy. Donoso mówił też o różnicach między nacjonalistami a chadekami – Zasadniczą różnicą jest to, że my dążymy do zastąpienia systemu kapitalistycznego przez inny, odmienny – podczas gdy Partia Narodowa jest za jego utrzymaniem – chadecy mieli za złe nacjonalistom, że ci torpedowali ich reformy socjalne z okresu rządów Freia.
20 grudnia rozpoczęły się negocjacje finansowo-gospodarcze między Chile a USA prowadzone w stolicy drugiego z państw. Rozmowy w głównej mierze dotyczyły spłaty zadłużenia Chile wobec innych państw. O zadłużenie kraju prawica obwiniała Allende, choć w rzeczywistości winny zadłużenia był chadecki prezydent Frei, w czasie rządów którego zadłużenie wzrosło z miliarda 896 milionów do 3 miliardów 310 milionów dolarów amerykańskich. Przy czym wzrost zadłużenia nastąpił, gdy eksportowana przez Chile miedź na rynku globalnym notowała cenę o jedną trzecią wyższą niż za rządów Allende. W efekcie rząd Frontu Ludowego na spłatę długów rocznie musiałby przeznaczać aż jedną czwartą wszystkich dochodów dewizowych z eksportu. 28 grudnia, głosami partii prawicowych, Izba Deputowanych zaakceptowała oskarżenie konstytucyjne skierowane przeciwko Orlandowi Millasowi, ministrowi skarbu. Tym samym Millas został zmuszony do rezygnacji ze swojego stanowiska. Był to już trzeci lewicowy minister, który ustąpił na skutek oskarżenia, wcześniej byli to Jose Toha i Hernana del Canto (obydwaj dostali inne posady ministerialne), a także intendenci trzech prowincji – Bio Bio, Santiago oraz Concepción. Na następny dzień Allende przyznał Millasowi stanowisko ministra gospodarki, a dotychczasowy minister gospodarki objął stanowisko ministra finansów.
W obronie ministra finansów wystąpił generał Carlos Pratsa. Doszło do ostrej wymiany zdań między prawicowymi senatorami a oficerem, a w czasie głosowania generał demonstracyjnie usiadł na ławie rządowej obok ministra finansów. Wobec generała posypały się pogróżki, a wydawanie dziennika Partii Narodowej „Tribuna” za wulgarny atak na generała zostało decyzją sądu zawieszone na trzy dni. Pod koniec grudnia Kongres zajął się projektem ustawy o przestępstwach gospodarczych mającym zapobiec sabotażowi gospodarczemu. Projekt zaproponowany przez Front Ludowy przewidywał wysokie kary (nawet do 20 lat więzienia) za takie przestępstwa. Projekt został odrzucony przez Kongres, w którym prawica miała większość.

### Nagonka na prezydenta i polaryzacja społeczeństwa, kryzys

#### Zarys sytuacji w kraju

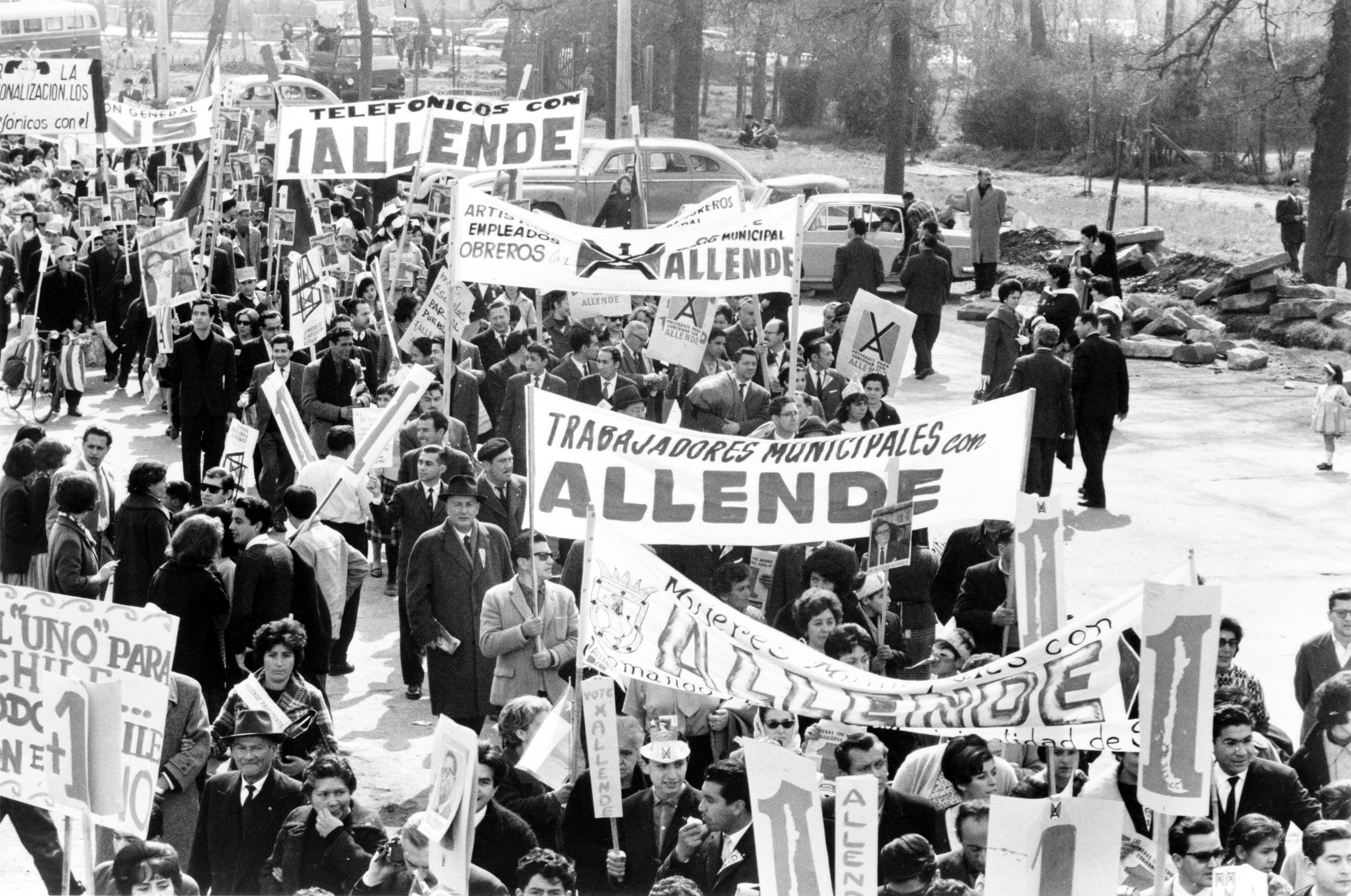
Wiec poparcia dla Allende

Reformy socjalne w powiązaniu z publicznie prezentowaną przyjaźnią z Kubą spowodowały wzrost zaniepokojenia administracji Nixona, która zaczęła intensywnie dążyć do obalenia Allende poprzez tworzenie silnej presji gospodarczej połączonej z oficjalnymi działaniami dyplomatycznymi przez Organizację Państw Amerykańskich i sekretnym destabilizowaniem Chile od wewnątrz poprzez wspieranie opozycji i akcje dywersyjne organizowane przez CIA. W ramach walki propagandowej CIA razem z prawicową i chadecką opozycją rozgłaszały informacje o tym, że służby specjalne Kuby i ZSRR dążą do zradykalizowania rządu Allende i zaprowadzenia w Chile dyktatury proletariatu oraz marionetkowego reżimu „wykorzystując do tych celów świeżo sprowadzonych obcokrajowców, tj. różnej maści komunistów i bolszewików w sile dywizji”. Rozdawano ulotki i wieszano plakaty, na których radzieckie czołgi z kubańskimi emblematami jechały przez centrum Santiago. Straszono ludzi inwazją kubańskich wojsk i terrorem uzbrojonych skrajnie lewicowych bojówek. Sytuację w kraju pogorszyło też powstanie skrajnie prawicowej organizacji terrorystycznej Front Narodowy Ojczyzna i Wolność, która rozpoczęła zamachy i morderstwa ludzi związanych z lewicą lub rządem. Według niektórych źródeł reformy agrarne Allende doprowadziły do niedoborów podstawowych produktów spożywczych. Wielkie latyfundia zostały podzielone na małe skrawki ziemi, które przydzielano chłopom nie posiadającym doświadczenia w samodzielnym prowadzeniu gospodarstw rolnych ani pieniędzy na ich urządzenie, co spowodowało zmniejszenie produkcji rolnej. Krytyczni autorzy wykazują jednak olbrzymi stopień manipulacji danymi statystycznymi przez reżim Pinocheta. Dzielenie latyfundiów zaczął chadecki rząd Freia w 1965 r. Podobny proces nastąpił w znacjonalizowanych przedsiębiorstwach, których zarządzanie powierzono samorządom pracowniczym.

#### Sytuacja gospodarcza

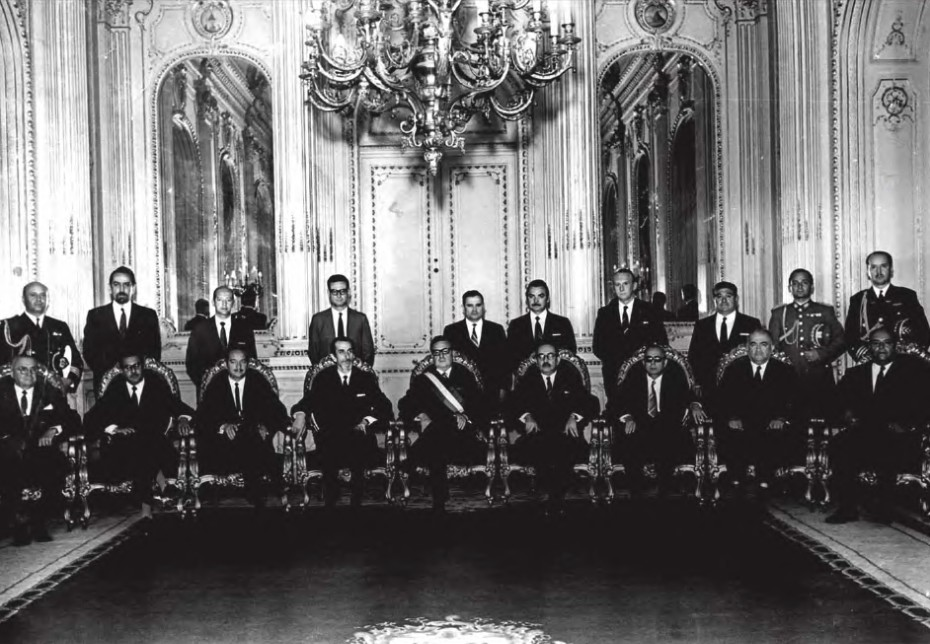
Rząd Allende

Duże perturbacje powodował spadek ceny miedzi na rynkach globalnych (miedź stanowiła ponad 50% chilijskiego eksportu). W porównaniu z 1969 rokiem spadła też sprzedaż zagraniczna produktów takich jak masło czy kawa. Informacje na temat sytuacji gospodarczej podano na początku stycznia poprzez organizację rządową Corporación del Cobre (CODELCO), która wskazała, że winne tej sytuacji są też poprzednie rządy prawicowe – informacja ta spowodowała pominięcie tej informacji w prasie prawicowej. 10 stycznia 1973 roku, minister skarbu, Fernando Flores, wygłosił exposé w którym zapowiedział utworzenie nowego systemu dystrybucji artykułów pierwszej potrzeby, w którym to państwo i organizacje społeczne miały przejąć funkcję decydującą. Sytuacja najlepiej wyglądała w dzielnicach robotniczych, najgorzej natomiast w bogatszych dzielnicach. Flores zapowiedział walkę z czarnym rynkiem. Zapowiedział utworzenie narodowego sekretariatu ds. dystrybucji, mającego podlegać ministrowi gospodarki. Sekretariat miał pełnić rolę koordynatora w dziedzinie zaopatrzenia i kontrolować pracę np. prywatnych hurtowni dystrybuujących produkty pierwszej potrzeby. Cała produkcja przedsiębiorstw produkujących produkty pierwszej potrzeby należąca do sektora uspołecznionego miała być dystrybuowana przez hurtownie należące do państwa. Na drodze ustaleń, ile podstawowych produktów (takich jak cukier, ryż, mięso czy kawa) potrzebuje przeciętna rodzina, utworzono plan zaopatrzenia poszczególnych sklepów. Rząd poparł tworzenie tzw. spółdzielni konsumentów, które miały zajmować się właściwym zaopatrzeniem lokalnych społeczności.
W następnych dniach w prasie zaczęły ukazywać się informacje o tajnym magazynowaniu produktów i przeznaczaniu ich na sprzedaż czarnorynkową po spekulacyjnych cenach. Już 13 stycznia w Buin doszło do pierwszego incydentu, otóż dzień wcześniej inspektorzy Państwowej Dyrekcji Przemysłu i Handlu odkryli zakonspirowany, czarnorynkowy magazyn artykułów których brakowało na rynku. Właścicielowi magazynu pod groźbą grzywny inspektorzy nakazali przeznaczenie produktów do sprzedaży już następnego dnia. Na wieść o ukrywaniu przez właściciela przedsiębiorstwa dużej liczby produktów, 13 stycznia przed sklepem zebrał się duży tłum a żona przedsiębiorcy zamiast rozpocząć sprzedaż produktów wylała na zebranych ukrop, a następnie ostrzelała ich z rewolweru – postrzeliła ona cztery osoby w tym dziecko, a do akcji wkroczyli karabinierzy. W innej miejscowości, Valparaíso, inspektorzy zarekwirowali 10 pojemników oliwy (w każdym z nich znajdowało się po 200 litrów).
Według pisma „El Siglo” problem z czarnym rynkiem zaczął się właściwie od grudnia 1972 roku. Co ciekawe 28 grudnia senator Valente Rossi ujawnił fakt prowadzenia działalności czarnorynkowej przez niektórych prawicowych senatorów i posłów, którzy mieli uprawiać ten proceder nawet w samym parlamencie – jednemu z senatorów Partii Narodowej, Marquezowi Bulnesowi zarekwirować miano trzy tysiące worków z cementem przeznaczonych do nielegalnej sprzedaży, worki ukryte zostały przez syna senatora. Innym z przytoczonych przez pismo sztandarowych przykładów zaangażowania opozycji prawicowej w czarny rynek miało być zajęcie przez inspektorów dużego magazynu w Nubie, należącego do Germana Melo Hidalgo, ojca lidera strajku prawicowej opozycji z października.
Na początku stycznia lider skrajnie prawicowej Partii Narodowej, Jarpa, wezwał do „starcia” z rządem Allende i zorganizowania akcji cywilnego oporu. W styczniu rozpoczęty został strajk w drugiej co do wielkości w kraju kopalni miedzi, Chuquicamata. Strajk zakończył się w połowie miesiąca. Pretekstem do zorganizowania strajku miały być problemy z zaopatrzeniem, choć w rzeczywistości zaopatrzenie kopalni było bardzo dobre i nieporównywalne do sytuacji w pozostałych częściach kraju. Braki mogły mieć charakter wyłącznie krótkoterminowy – statystyczny pracownik kopalni zakupił aż 84 kilogramów mięsa. Ponadto pracownicy zatrudnieni w kopalni otrzymywali wynagrodzenie w dolarach, co przy występującej inflacji skutkowało tym, że zarabiali trzy razy więcej od fachowców pracujących w innych miejscach (taktykę tę wykorzystywali też spekulanci, którzy w okresie wzrostu inflacji wykupywali dolary), dziesięciokrotnie więcej od pracownika otrzymującego średnią krajową i siedemnastokrotnie więcej od przeciętnego rolnika. W związku z tym pojawiły się przypuszczenia, że strajk stanowi prowokację polityczną. Tym bardziej, że kopalnia była jednym z newralgicznych punktów krajowej gospodarki, a dwudniowa przerwa w wydobyciu kosztowała kraj aż dwa i pół miliona dolarów, a kandydat opozycji, Frei przebywał w prowincji Antofagasta, w której znajduje się kopalnia.
Równocześnie realny wzrost płac wyniósł 27,5%, a wzrosty wynagrodzeń objęły głównie najmniej do tej pory zarabiających. Znacząco wzrosła też konsumpcja żywności (za czasów rządów centroprawicy jedna trzecia rodzin nie uczestniczyła w konsumowaniu produktów wytworzonych przez przemysł, a dzieci mające 14 lat i zamieszkujące osiedla robotnicze były przeciętnie niższe o 10 centymetrów i chudsze o 10 kilo od swoich rówieśników z bogatszych osiedli). Zredukowano bezrobocie, z 8,3% w 1970 do 3,6% w 1973.
Sukcesy odniosło rolnictwo, w latach 1971–1972 produkcja zbóż wzrosła o 32,4%, mleka o 42,2%, drobiu o 74,6%, cukru o 17%, natomiast kukurydzy o 65%. Sytuację gospodarczą utrudniało wywożenie przez obszarników sprzętu rolniczego i maszyn, a około dwieście tysięcy sztuk bydła przepędzili do Argentyny. Na prędkości spadł proces wywłaszczania latyfundiów, który zakładał wywłaszczenie przy dużych odszkodowaniach względem właścicieli (10% wartości latyfundium w gotówce). Za rządu centroprawicy wywłaszczono 1403 latyfundiów, natomiast w ciągu dwulecia rządów Frontu wywłaszczono 3479. W okresie pobytu w opozycji, chadecy zarzucili dawniejsze, radykalniejsze hasła reformy rolnej i zaproponowali dzielnie ziemi bezpośrednio między robotników rolnych i rolników, co miało doprowadzić w efekcie do likwidacji gospodarstw zespołowych. Wzrost produkcji przemysłowej w okresie 1971-72 wyniósł 10% rocznie, w tym czasie wzrost konsumpcji wzrósł o 10,4%, a np. wzrost produkcji miedzi o półtora procent. W styczniu 1973 roku państwo kontrolowało jedną czwartą produkcji przemysłowej, 65% handlu zagranicznego, a ziemie objęte reformą rolną stanowiły połowę gruntów uprawnych.

#### Prezydencja od stycznia 1973 roku
Pod koniec stycznia rząd zwiększył uprawnienia wojskowych w rządzie; generał Alberto Bachelot został prezesem Narodowego Sekretariatu Dystrybucji i Handlu, a w skład sekretariatu tejże organizacji weszło trzech innych oficerów reprezentujących marynarkę, siły lądowe i lotnictwo. Tak więc wojskowi objęli funkcje w organizacji najbardziej atakowanej przez prawicową opozycję. Wojskowi coraz częściej mianowani byli kierownikami komisarycznymi przedsiębiorstw prywatnych nad którymi często przejmowali kontrolę bezpośrednią.
23 stycznia w Santiago odbyło się spotkanie skrajnie lewicowej opozycji, Ruchu Lewicy Rewolucyjnej (MIR). MIR oskarżył Allende o zbytnie konszachty z wojskiem i oskarżył rządzącą lewicę o reformizm (reformizm przez ugrupowania rewolucyjne, tj. MIR odbierany jest jako argument przeciwko danemu ugrupowaniu określającemu się jako lewicę). Oprócz tego MIR przedstawiło swoją deklarację przedwyborcza w którym przedstawiono postulaty – przekształcenia parlamentu w „Zgromadzeniu Ludu” i znacjonalizowanie fabryk i ziem nie objętych reformami. Konserwatywne pismo „El Mercurio” wykorzystało mityng MIR do ataku na rząd na spotkaniu bowiem pojawił się polityk Partii Socjalistycznej – Carlos Altamirano i sprzymierzonej z nią Lewicy Chrześcijańskiej – Basco Parra.
W tym okresie pojawiły się różnice zdań w samym Froncie Ludowym. W wyborach do Narodowej Federacji Pracowników Służby Zdrowia, lewicowcy wystawili dwie konkurujące ze sobą listy, jedna reprezentowała socjalistów i większość umiarkowanych partii Frontu druga natomiast komunistów i MAPU (rozłamowcy z chadecji). Co prawda wybory okazały się zwycięstwem obu list, pokazały one jednak zachodzące rozbicie Frontu na skutek czego prezesem federacji został przedstawiciel chadecji. Do podobnych sytuacji dochodziło już wcześniej gdy np. w listopadzie 1972 roku w proteście przeciwko włączeniu do rządu wojskowych, udziału w rządzie odmówiła Lewica Chrześcijańska. 26 stycznia Partia Socjalistyczna odrzuciła projekt ustawy ws. sektora uspołecznionego złożony przez pozostałe partie rządu, w proteście przeciwko tejże ustawie z rządu demonstracyjnie odszedł członek Partii Socjalistycznej, Armando Aranciba pełniący funkcję wiceministra gospodarki. Kontrowersyjna ustawa zakładała włączenie do sektora uspołecznionego tych przedsiębiorstw nad którymi już wcześniej państwo objęło formalną kontrolę (takich przedsiębiorstw było 145), Partia Socjalistyczna uznała proponowane zmiany za połowiczne.

#### Okres końcowy kampanii wyborczej
Wewnątrz Frontu pojawiły się tendencje do zawarcia koalicji ze skrzydłem Partii Chrześcijańsko-Demokratycznej na czele z bardziej umiarkowanym Tomicem. Nastąpiła też stosunkowa zmiana polityki chadeków, w kampanii nie atakowali oni pryncypiów politycznych Frontu – jedynie zarzucali oni rządowi nieudolność która doprowadziła do utworzenia czarnego rynku i poszerzenia grona spekulantów. Z kolei według skrajnej prawicy wybory miały być plebiscytem w którym przegrani powinni odejść. Na ulicach miast pojawiły się prowokacyjne napisy „Djakarta” pisane przez aktywistów prawicowych, były to aluzje do masakry lewicowców w Indonezji w latach 60. Bardziej umiarkowana prawica postawiła na „cywilny opór”, tj. organizowanie następujących po sobie strajków. Kampania przebiegała w tonie populistycznym; lider prawicy partyjnej opozycyjnej PCh-D, Freia zaatakował rząd Allende za to że nie buduje on dostatecznej liczby mieszkań (wybudowano ich 40 tysięcy a liczba małżeństw wzrosła o 81 tysięcy) – atak nastąpił w tym samym momencie gdy inni przedstawiciele centroprawicy odrzucili projekt budżetu który zakładał m.in. zwiększenie wydatków na budownictwo mieszkalne. Chadecy na krótko przed wyborami rozdawali Chilijczykom tzw. paczuszki Fei – zawierające proszek do prania, ryż, kakao, zapałki, sos pomidorowy i mleko skondensowane. Na krótko przed wyborami, 20 stycznia prezydent w czasie spotkania z pracownikami Urzędu Prezydenta złożył pierwsze w swojej karierze publiczne oświadczenie w którym rozważał on ustąpienie ze swojego stanowiska (wcześniej nosił się z takim zamiarem dwukrotnie). Sondaże przedwyborcze utrzymywały ze najprawdopodobniej zarówno prawica, jak i lewica utrzymają dotychczasową liczbę mandatów.

#### Przemoc polityczna
Na początku lutego kandydat lewicy na senatora, Ernesto Araneda Briones przedstawił ministrowi spraw wewnętrznych memorandum w którym donosił o atakach bojówek na przedstawicieli lewicy na południu kraju. Sprawcami ataków według raportu mieli być głównie neofaszyści z Patria y Libertad i bojówek Partii Narodowej. Według Brionesa najsilniejszą bojówką była organizacja założona przez braci Casanova którzy już w październiku 1972 roku wysadzili linie wysokiego napięcia w Pailahueque a policja znalazła przy nich pokaźny magazyn broni wybuchowej a odpowiedzialności karnej udawało im się unikać ze względu na znajomości w policji śledczej gdzie pracował ich ojciec. 26 stycznia banda rodziny Casanova ostrzelała w mieście Victoria członków młodzieżówki liberalnej Partii Radykalnej które to stało się miejscem wzmożonej aktywności organizacji paramilitarnych – wcześniej w regionie neofaszyści zabili członka Partii Socjalistycznej i zabili wielu Indian z plemienia Mapuches którzy uczestniczyli w parcelacji latyfundiów.
MSW na początku lutego wydało pierwszy pełny wykaz aktów przemocy politycznej która miała miejsce w styczniu. W tym czasie doszło do dwunastu ataków prawicy na lokale partii rządzącej koalicji i doszło do trzech morderstw o podłożu politycznym oraz pięćdziesięciu zranień. Organizowana była samoobrona, w ataku bojówki Partii Narodowej na biuro jednej z lewicowych partii, zginął jeden z napastników a dwóch innych bojówkarzy zostało rannych. Wykaz został uzupełniony 1 lutego gdy grupa członków lewicowej młodzieżówki została zaatakowana przez liczącą 100 osób grupę prawicowców, w ataku rannych zostało pięciu nastolatków. 6 lutego pobito czterech innych działaczy młodzieżowych, w drugim ataku uczestniczyli członkowie Partii Chrześcijańsko-Demokratycznej a bojówką kierował były chadecki deputowany, Carlos Demarchi.
Ze względu na głoszenie prowokacyjnych poglądów zwolniony ze stanowiska dyrektora szkoły wojskowej został Alberto Labbe, były pułkownik, a jednocześnie drugi obok Onofra Jarpa czołowy działacz Partii Narodowej i kandydat na senatora. W trzynastym kanale telewizyjnym stwierdził on że Adolf Hitler był wielką jednostką dla swojego kraju i jeśli kraj stawia czoła sytuacji wyjątkowej, każde rozwiązanie jest dobre i jest nim także zamach stanu. To również jest rozwiązanie. Kilka dni po kontrowersyjnej przemowie w której poparł on możliwość zamachu stanu i chwalił Hitlera, stwierdził on że my, członkowie Partii Narodowej nie bawimy się w żadną filozofię. My prowadzimy walkę bezpośrednią, natychmiastową, totalną. Poświęcę wszystkie moje siły, aby oczyścić kraj aż do ostatniego marksisty. Nie zadrży mi ręka, aby po zwycięstwie uczynić więźniami wszystkich tych bezwstydników. Nie zawaham się także, aby usunąć z kraju wszystkich, którzy okazali się wiarołomcami wobec własnej ojczyzny.

#### Reformy przedwyborcze
Pod koniec lutego rząd podwyższył płace tzw. reajustes które zrekompensowały pracującym 40% wzrostów kosztów utrzymania związanych z narastającą od października 1972 roku inflacją. Podwyżki objęły 86% pracowników i sięgają do wysokości trzech pensji podstawowych, czyli 6240 escudos. Koszty reformy pokryli najbogatsi, którzy najbardziej wzbogacili się na inflacji, przed reformą zaproponowaną aby jedną trzecią reajustes opłacili właściciele budynków mieszkalnych (24 406 kamieniczników i właścicieli pałaców) oraz posiadacze akcji, np. posiadacz akcji szacowanych 10% pensji podstawowych zapłaci podatek wynoszący 10% podczas gdy ten który posiada akcje w wysokości 80 pensji podstawowych, a więc 160 tysięcy escudos zapłaci 30% z tej sumy. Oprócz tego wprowadzono też podatki od transakcji noszących znamiona spekulacji – kupna/sprzedaży domów i samochodów; o 100% zwiększono podatek opłacany przez biznes hazardowy oraz w niektórych przypadkach o połowę podatku obrotowego handel artykułami luksusowymi, tj. złoto i biżuteria. Dzięki tym zmianom 75% środków do pokrycia reajustes opłacać miało 3% najbogatszych obywateli. Prawica starała się odroczyć debatę nad projektem antyinflacyjnym na okres powyborczy i tak też się stało. W reakcji na to chilijska lewica i związki zawodowe rozpoczęły kampanię propagandową w celu natychmiastowego wprowadzenia zaproponowanego prawa, kulminacją kampanii była manifestacja w stolicy kraju z 2 marca. Działania antyinflacyjne wpłynęły pozytywnie na notowania rządu, poparcie dla lewicy, ale wzrosło też na skutek efektów programu budownictwa mieszkaniowego. W ciągu dwóch lat rządów Allende rozpoczęto budowę 120 tysięcy mieszkań, a do lutego do dyspozycji obywateli oddano już około 40 tysięcy mieszkań. Tempo budownictwa mieszkaniowego okazało się więc czterokrotnie większe od dekady lat 60., a więc rządów chadecji.

#### Wybory
Sytuacja przed samymi wyborami okazała się stabilna. Generał Carlos Prats zaproponował aby w dniu wyborów zaniechano organizowania manifestacji ulicznych co jednak zostało odrzucone przez socjalistów. Przyjęto wariant kompromisowy według których dopiero w nocy z niedzieli na poniedziałek zarówno Unidad Popular i prawicowa Konfederacja Demokratyczna będą mogły organizować swoje manifestacje jedynym warunkiem było organizowanie ich w odległych od siebie punktach stolicy. Przed wyborami lewica obliczała swoje możliwości wyborcze na około 40% natomiast prawica liczyła na zdobycie 70% głosów co dałoby jej szansę na konstytucyjne obalenie Allende (prawica musiała zyskać więc co najmniej 67% głosów i dwie trzecie miejsc w parlamencie). Przed wyborami skrajna prawica zapowiedziała zorganizowanie bezterminowego strajku generalnego do czego jednak sceptycznie odniosła się umiarkowana Partia Chrześcijańsko-Demokratyczna.
Oficjalne wyniki wyborów które odbyły się w niedziele zostały przedstawione o północy z nocy 5 na 6 marca, frekwencja wyniosła trzy i pół miliona obywateli, 43,39% uzyskali kandydaci frontu lewicy. W poprzednich wyborach, Allende zdobył 36,3% głosów, a więc lewica nieznacznie zwiększyła swoje poparcie. Prawica utraciła 9 mandatów w parlamencie (7 w Izbie Deputowanych a 2 w Senacie). Lewica poszerzyła swoje poparcie wśród chłopstwa i młodzieży która na skutek reformy Allende zdobyła możliwość głosowania. Największe poparcie Jedność Ludowa zdobyła w regionach robotniczych np. 83,6% w górniczym okręgu Lota czy w 52,1% prowincji Atacam (przemysł miedzowy). Z partii Jedności swoje poparcie zmniejszyły mniejsze partie (MAPU i Partia Radykalna która straciła 8 parlamentarzystów) a ich poparcie przejęli więksi koalicjanci. Największe straty poniosła Lewica Chrześcijańska która pomniejszyła klub z 11 (w tym senatora) do 2 posłów, jedynie Niezależna Akcja Ludowa utrzymała swoją liczbę parlamentarzystów.
Największym zwycięzcą wyborów okazała się Partia Socjalistyczna Allende która zyskała trzech senatorów i czternastu posłów. Prawica utraciła kilku czołowych działaczy, z parlamentu odpadł m.in. Julio Durano który w parlamencie zasiadał od 30 lat, Alberto Baltra i faszysta Labbe. Chadecy zyskali 69 miejsc (tyle co partie socjalistyczna i komunistyczna razem), skrajnie prawicowa Partia Narodowa 42 miejsca. Partia Narodowa zwiększyła poparciem kosztem koalicjantów w tym chadeków. Opozycyjni radykałowie (chilijscy liberałowie), czyli radykalnie prawicowa partia Radykalna Demokracja zyskała dwa miejsca a będąca w sojuszu z prawicą, Partia Lewicy Radykalnej uzyskała 4 miejsca tak więc w dalszym czasie największym reprezentantem radykałów była Partia Radykalna wchodząca w skład Jedności Ludowej (co ciekawe mimo deklarowanego liberalizmu chilijski reprezentant Międzynarodówki Socjalistycznej – nawet Partia Socjalistyczna nie należała wówczas do tejże grupy).

### Rządy centrolewicy między wyborami a zamachem stanu
Po wyborczym zwycięstwie rząd Jedności Ludowej zajął się ogólnokrajową kampanią zmierzającą do zaakceptowania przez prawicę projektu tzw. reajuste, czyli projektu pokrycia kosztów inflacji przez najbogatszych, oprócz tego rozpoczęto kampanię medialną mającą wymusić na prawicy poparcie ustawy o ściganiu przestępstw o charakterze gospodarczym. Rząd kontynuował swoją dotychczasową kampanię przeciwko czarnemu rynkowi i spekulantom. Na ten okres chadecja przyjęła program zakładający niedwuznaczne kontynuowanie wcześniejszej kampanii bojkotu inicjatyw rządowych, sprzeciwianiu się koncepcji ewentualnego puczu wojskowego i poparcie do pewnego stopnia przemian społecznych Chile. Był to kurs radykalnie odmienny przez ten przyjęty przez Partię Narodową czy faszyzującą grupę Patria y Libertad. Taka polaryzacja stanowisk między chadecją a radykalną prawicą odczytywana była jako widmo rozwiązania prawicowej koalicji Konfederacja Demokratyczna. Koalicja ostatecznie rozpadła się 20 maja Przegrana prawicy w wyborach poskutkowała kolejną falą wyjazdów z Chile najbogatszych (podobne zjawisko miało miejsce po pierwszym zwycięstwie Allende w roku 1970). Zauważalne to było na skutek wykupowania dolarów i odsprzedaży escudos co miało ułatwić lokatę kapitału w dolarach. Ceny dolarów na czarnym rynku wzrosły o 50% z okresem przed wyborami i wyniósł 600 escudos za dolara.

#### Konflikt ze skrajną lewicą
Trzy dni po wyborach plenum nadzwyczajne KC MAPU usunęło z Komisji (Biura) Politycznego sześciu działaczy partii, a z KC kolejnych dziewięciu. Odwołano sekretarza partii, który był przez pewien czas ministrem gospodarki, Oscara Garretona – został on zastąpiony przez Jaime Gazmuriego. Konflikt był na tyle poważny, że w partii występowało podwójne członkostwo, niektórzy działacze należeli bowiem do Partii Socjalistycznej, podczas gdy inni do skrajnie lewicowej i opozycyjnej wobec Allende, MIR. Zarówno Garreton, jak i Gazmuri zaczęli określać się jako sekretarze partii, przy czym Garreton uważał, że zajmuje on w partii ważniejsze miejsce ze względu na poparcie ze strony Partii Socjalistycznej i Lewicy Chrześcijańskiej, swoje stanowisko opublikował on w piśmie socjalistów „La Nación” (samo pismo w dalszym ciągu określało Garretona jako sekretarza generalnego, podczas gdy Gazmuriego określano jedynie jako „przywódcę sektora MAPU”). Odmienne poglądy do socjalistów, którzy poparli umiarkowanego Garretona, zajęli komuniści, którzy poparli przedstawiciela skrajnej lewicy. Pismo komunistyczne „El Siglo” postąpiło na odwrót do stanowiska przyjętego przez centrolewicowy „La Nación”. Niewątpliwie sprawa rozłamu w MAPU wpłynęła na polaryzację socjalistów i komunistów. Tłem sporu wewnątrzpartyjnego w MAPU był konflikt między umiarkowanymi przedstawicielami partii a skrajną lewicą porównywalną ze stanowiskiem MIR. Skrajna lewica oskarżała Jedność Ludową i prezydenta o „centryzm” i „reformizm”.
W opozycji pozostała MIR założona w 1964 roku przez środowiska studenckie. MIR porównywał rząd Jedności Ludowej do rządu Aleksandra Kiereńskiego a sam rząd był przez MIR określany jako „władza mienszewików” – oznaczało to, że według rewolucyjnej lewicy był to rząd przejściowy, który tak jak w 1917 zostanie obalony przez ten autentyczny (w zamyśle MIR chodziło o ich partię) ruch lewicy. Sekretarz generalny MIR, Miguel Enriquez jeszcze przed wyborami wezwał do przegrupowania sił rewolucyjnych wewnątrz i na zewnątrz Unidad Popular w celu stworzenia ludowej władzy niezależnej od obecnego rządu. MIR wszedł w szczególny konflikt z Komunistyczną Partią Chile, która stała na stanowisku, że radykalizm prowadzi jedynie do izolacji ruchu robotniczego i odstraszenia od niego przedsiębiorców czy rolników. Jak wynika z tajnych dokumentów amerykańskiej firmy ITI, firma starała się sprowokować skrajną lewicę do podejmowania akcji zbrojnych, co mogłoby w rezultacie doprowadzić do ingerencji zbrojnej w Chile.

#### Ostatnie miesiące prezydencji, pierwsza próba puczu
Na wiosnę doszło do zmian w strukturach prawicowej opozycji, chadecy zostali zdominowani przez skrzydło wyraziście prawicowe. Z kierownictwa partii odszedł umiarkowany Renan Fuentealba, który występował za porozumieniem z rządem i krytykował radykalnie prawicową (stwierdził nawet że działacze partii byli, są i będą zawsze nazistami). Fuentelba zastąpił Patricio Alywin, który ogłosił, że chadecy rozpoczęli okres „kategorycznej opozycji” i muszą „przejść od słów do czynu”. Lider chadeckiej prawicy, Freia, został przewodniczącym Senatu. Chadecy rozpoczęli kampanię „oskarżeń konstytucyjnych” przeciwko ministrom Jedności Ludowej, oskarżenia skierowano przeciwko ministrowi pracy, Luisowi Figuerore, ministrowi ekonomii, Orlando Millasowi (partia komunistyczna) i szefowi resortu górnictwa, Sergio Bitary (Lewica Chrześcijańska). Opozycja zorganizowała strajk kopalni miedzi El Teniente, w której zatrudnionych było 15 tysięcy osób. Choć pracę kontynuowało 70% górników oraz 25% pracowników umysłowych, to każdego dnia strajk przynosił państwu około miliona dolarów strat, a rząd musiał zawiesić dostawy miedzi do Wielkiej Brytanii i Niemiec Zachodnich. Chadecy zorganizowali marsz solidarnościowi ze strajkującymi ze stolicy do Rancaguy.
29 czerwca doszło do nieudanego puczu wojskowego w Santiago. W starciach zginęły trzy osoby, a 200 zostało rannych. Czołgi próbowały zaatakować pałac Le Moneda, atakujących żołnierzy powstrzymał generał Carlos Prats, który osobiście przekonał czołgistów do wycofania się z puczu. Wojsko nie zyskało poparcia mieszkańców stolicy, a na wezwanie prezydenta Allende większość pracowników obsadziła najważniejsze zakłady przemysłowe miasta. Poparcie dla rządu i sprzeciw wobec puczu wykazała chadecja, która w swoim oświadczeniu odcięła się od puczystów. W lipcu doszło do strajku właścicieli ciężarówek. Związek właścicieli ciężarówek na czele z wyrazistym prawicowcem, Leonem Villarinem, kontrolował 73 tysiące pojazdów mechanicznych, które przewoziły codziennie pół miliona ton towaru. 27 lipca członkowie grupy terrorystycznej zabili adiutanta Allende, kapitana marynarki wojennej Arturo Arya. W obliczu nasilenia się przemocy doszło do negocjacji między Jednością Ludową a Partią Chrześcijańską-Demokratyczną. Rozmowy zostały skrytykowane przez prawicowych członków PCh-D i niektórych działaczy Partii Socjalistycznej. W ciągu dwóch dni (21–22 sierpnia) radykalna prawica dokonała 70 zamachów terrorystycznych. Prawicowa bojówka zaatakowała m.in. budynek KC KPCh, została jednak odparta przez przebywających wewnątrz działaczy, w starciu zostało rannych ośmiu bojówkarzy. 22 sierpnia służby zaaresztowały w Santiago grupkę bojówkarzy faszystowskich, którym zarekwirowano materiały wybuchowe i broń, grupa na 23 sierpnia zaplanowała w stolicy przeprowadzenie serii zamachów. Zbrojne starcia doprowadziły do stopnienia rozmów między chadekami a lewicą.
Po tym gdy strajk właścicieli ciężarówek niemal się zakończył, a trzynaście z czternastu postulatów strajkujących zostało spełnionych, prawica rozpoczęła kolejny, 48-godzinny strajk solidarnościowy rozpoczęty 21 sierpnia. Udział wzięli w nim niemal wyłącznie przedsiębiorcy, natomiast robotnicy nie poparli strajku (w Chilectra z 200 robotników zastrajkowało tylko sześciu, a w fabryce Gildmeister tylko trzech na 260 pracowników). Do nieudanego strajku dołączył też przewodniczący opanowanej w dużej mierze przez chadeków CUT prowincji Santiago, Manuel Rodriguez, inaczej wyglądało poparcie wśród kierownictwa CUT, 27 działaczy potępiło udział w strajku, natomiast 16 poparło go. Komisja ds. związków zawodowych przy chadekach nie poparła natomiast strajku solidarnościowego mimo wcześniejszego poparcia strajku właścicieli ciężarówek. Sytuacja doprowadziła do rozłamu w związkach, np. w Santiago kierownictwo CUT posiadało dwa kierownictwa z czego jedno należało do Rodrigueza i skrzydła prawicy związkowej. Po zakończeniu strajku solidarnościowego nie obeszło się bez kolejnych prowokacji, 23 sierpnia jedna z organizacji dzielnicowych Partii Narodowej wydrukowała ulotki wzywające do ostatecznej walki z marksizmem. Z inicjatywy chadeków parlament uchwalił apel do sił zbrojnych i korpusu karabinierów aby ci zapewnili to aby rząd „poszanował prawo”, przez lewice zostało to odczytane jako tzw. zielone światło do organizacji zamachu stanu. Lewica ogłosiła mobilizację przeciwko zamachowi stanu. 23 sierpnia CUT wydał apel do wszystkich pracowników, w którym zaapelował o sprzeciwienie się próbom puczu. CUT powołała się na mającą miejsce w tym samym czasie demonstrację zwolenników prawicy pod mieszkaniem dowódcy naczelnego sił lądowych, Carlosa Pratsa. CUT wezwała do pełnej mobilizacji i utrzymania stałej łączności między instancjami związkowymi. Do apelu CUT przyłączyli się nawet związkowcy chadeccy.
24 sierpnia po prawicowych demonstracjach ze swojego stanowiska ustąpił Carlos Prats. Decyzja ta bardzo osłabiła Allende, sam generał stwierdził iż W manifestacjach, które odbyły się przed moim domem, uczestniczyły żony wielu generałów. Nie wszyscy oni (generałowie) postępowali w sposób właściwy. Nie mogłem dopuścić do podziału w armii. Musiałbym bowiem wezwać ich do podania się do dymisji, a to tylko przyspieszyłoby zamach stanu. Do końca sierpnia doszło do siedmiu mordów politycznych, 523 aktów terroru, z czego w 15 przypadkach faszyści bezpośrednio zaatakowali zwolenników prezydenta, doszło do 36 ataków na domy zwolenników lewicy i 21 ataków na siedziby partii rządowych. Bojówkarze zorganizowali 49 akcji sabotażowych, w trakcie których zakłócono pracę sieci elektrycznych czy wodociągów. 55 innych sabotażów zostało przeprowadzonych na liniach kolejowych, a zniszczeniu uległo 18 mostów. Do największych sabotaży doszło w Santiago (było ich 36) i Coquimbo (25).

#### Działalność „Partia y Libertad”
26 sierpnia policja wkroczyła do restauracji Innsbruck i aresztowała Roberto Thieme, przywódcę neofaszystowskiej grupy „Partia y Libertad”. Thieme przepadł już w lutym, gdy rzekomo jego awionetka miała runąć do morza, a jego zwolennicy oskarżyli lewicę o zamach, już dwa miesiące później okazało się, że Thieme przebywa w Argentynie. W wywiadzie dla argentyńskiej prasy Thieme otwarcie przyznał, że jego wypadek był prowokacją wymierzoną w rząd Jedności Ludowej, przy czym wezwał on do rozpoczęcia zbrojnej walki przeciwko rządowi i próby wywołania wojny domowej, porównując Chile do Hiszpanii z 1936 roku. Thieme stwierdził, iż celem jego grupy jest utworzenie „rządu wojskowego[...], jaki istnieje w Brazylii”. Oficjalnie grupa przeszła do podziemia po puczu z 29 czerwca, który poparła, a jej przywódcy schronili się przed aresztowaniem w ambasadzie ekwadorskiej. W czasie pobytu za granicą członkowie grupy nawiązali kontakt z boliwijskimi, paragwajskimi, brazylijskimi i argentyńskimi grupami skrajnej prawicy, dzięki którym zdobyli fundusze i zapasy broni co przyczyniło się do zwiększenia przez nich intensyfikacji działań terrorystycznych, prawdopodobnie to właśnie ta grupa odpowiadała za morderstwo Artura Araya, adiutanta Allende. Partia y Libertad wsparła i nawiązała ścisłe kontakty z organizatorami strajku właścicieli ciężarówek, który według ekspertów przyczyniał się do strat sięgających każdego dnia 200 milionów escudos. W ostatnich dniach sierpnia prawicowi radykałowie ostrzelali z karabinów maszynowych prywatną rezydencję kardynała Raula Silvy Henriqueza będącego zwolennikiem pojednania lewicy i chadeków.

#### Ostatni miesiąc
29 sierpnia jeden z liderów chadecji, Rodomiro Tomic wysłał list do Carlosa Pratsa, w którym wyraził swoją solidarność z Pratsą i odciął się od prawicowej nagonki na generała. List spotkał się z poparciem innych wpływów polityków ugrupowania, m.in. Bernardo Leightona. List skrytykowało kierownictwo partii reprezentowane przez prawicę, które podało, iż list Tomica nie wyraża poglądów partii. 30 sierpnia Tomic wydał swój artykuł, który opublikowany został w szeregu dzienników (w tym w socjalistycznym La Nación i komunistycznym El Siglo), w którym wezwał do osiągnięcia porozumienia między chadecją a rządem, dodał też, że sensem opozycji nie jest uniemożliwienie rządzenia. Jednolitofrontowa deklaracja Tomica i Ernesto Vogela z chadeckich związków zawodowych doprowadziły do narastania konfliktu między ich środowiskiem a Freiem. Vogel i Tomic jednoznacznie poparli hasła Allende odnośnie do walki ze skrajną prawicą i reformy socjalne prezydenta. 31 sierpnia przewodniczący PCh-D Patricio Aylwina odrzucił możliwość dialogu z lewicą.

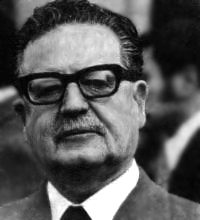
Allende w ostatnim roku prezydentury

4 września, w rocznicę zwycięstwa wyborczego, w Santiago odbył się marsz zwolenników rządu. Marsz trwał pięć godzin i zakończył się przy pałacu La Moneda, przy którym zgromadzonych powitał Allende i jego ministrowie. Manifestacja była na tyle ważna, że wzięło w niej udział milion osób, przez co manifestacja była jedną z największych w historii Chile. Celem marszu było poparcie dla prezydenta i powiedzenie „nie” puczystom i widmu wojny domowej. W tym samym czasie obradowała Narodowa Rada chadecji, która powróciła do starej koncepcji oskarżeń konstytucyjnych. Tego samego dnia chadecy wezwali do poparcia strajku przeciwko Allende. 9 września na stadionie Estado Chile w stolicy odbyło się spotkanie Partii Socjalistycznej. Zgromadzeniu przewodził Carlos Altamirano, sekretarz generalny partii. Według danych, które przedstawił Altamiro, strajk ciężarówek jest finansowany przez zagranicę, właściciele pojazdów mieli rzekomo dostać milion i 200 tysięcy dolarów. Dzień później strajk zaczął powoli paraliżować sytuację w kraju. Wraz z akceptacją części żądań strajkujących wkrótce pojawiały się nowe, np. strajkujący związek lekarzy zażądał podwyżek płac o 100%, co zresztą zostało zaakceptowane przez rząd – był to niewątpliwie sygnał do zakończenia strajku, na co jednak strajkująca prawica zareagowała utworzeniem nowego kierownictwa związku lekarzy, który opowiedział się za kontynuowaniem protestu. W tym samym czasie chadecy zażądali nowych wyborów prezydenckich i parlamentarnych oraz dymisji Allende i wszystkich parlamentarzystów.

### Zamach stanu
Ten fragment tekstu dotyczy tylko osobistego udziału Allende w puczu. Pełniejszy opis historyczny puczu znajduje się w haśle Pucz w Chile.
Zagrożenie zamachem stanu pojawiło się już w 1972 roku. Na tydzień przed zamachem większość parlamentarna wystosowała odezwę do Armii, aby ta „przywróciła porządek prawny”. Dokument ten, podpisany przez marszałka Senatu, Patricio Aylwina, był później często przytaczany jako dowód na to, że zamach został przeprowadzony legalnie, jednak w czasie gdy go ogłaszano nikt specjalnie nie zwracał już uwagi na tego rodzaju „drobnostki” prawne, a przygotowania do zamachu szły pełną parą. We wrześniu 1973 roku cały kraj praktycznie stanął w miejscu. Permanentnie strajkowały lub wzywały do strajku związki zawodowe kierowców ciężarówek, górników, lekarzy, nauczycieli, prawników oraz organizacje zrzeszające drobnych przedsiębiorców. Ostatnią ostoją władzy Allende była armia, której głównodowodzący, generał Carlos Prats, robił wszystko, aby zapobiec zamachowi. Sytuacja zmieniła się jednak drastycznie, gdy oficerowie Armii wymogli na Allende zmianę głównodowodzącego na Augusto Pinocheta, który przed nominacją na to stanowisko obiecał jednak Allende, że armia zachowa neutralność do końca. W rezultacie ostrej krytyki ze strony związków zawodowych i parlamentu, niezmiennie negatywnych wyników sondaży opinii publicznej (47% ocen negatywnych i 52% pozytywnych w ostatnim sondażu przeprowadzonym przez lewicową gazetę, w sondażach gazet prawicowych poparcie dla rządu oscylowało wokół błędu statystycznego) oraz narastającego chaosu gospodarczego i groźby wybuchu wojny domowej, Allende zdecydował się przeprowadzić plebiscyt, w którym obywatele mieli się opowiedzieć za kontynuacją jego rządów albo przeciw. Ogłoszenie terminu plebiscytu miało nastąpić 11 września 1973 roku.

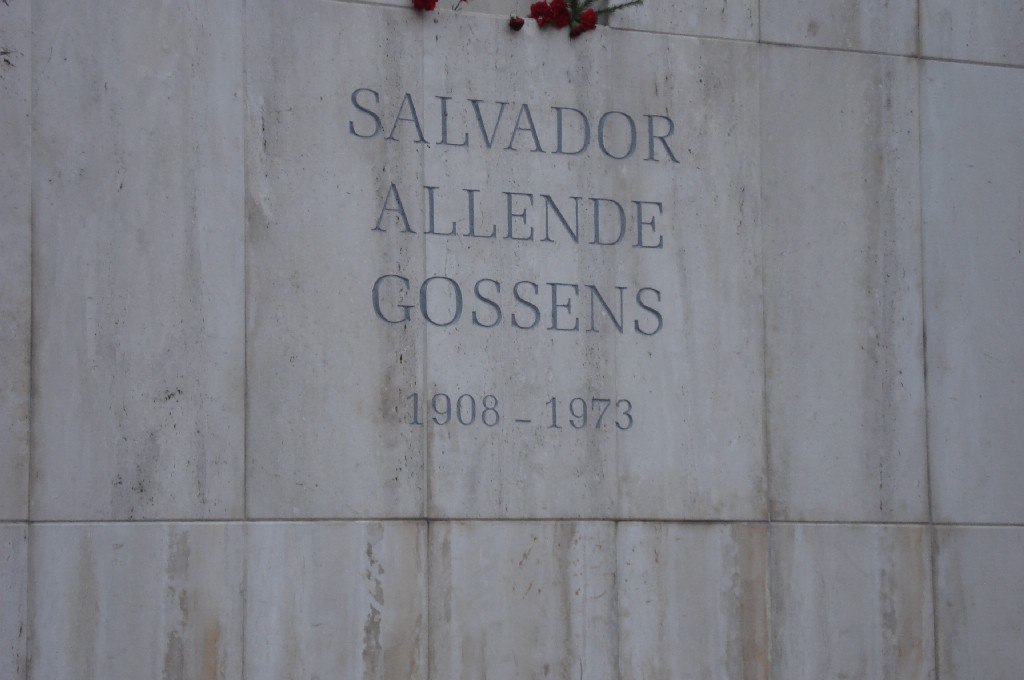
Grobowiec Salvadora Allende na Cmentarzu Generalnym w Santiago

W tym samym dniu chilijskie siły zbrojne przeprowadziły zamach stanu. Wojsko puściło w radiu komunikat o treści Tu sieć radiowa chilijskich sił zbrojnych i korpusu karabinierów... Prezydent republiki natychmiast ma przekazać swoją funkcję siłom zbrojnym i korpusowi karabinierów... Od tej chwili prasa, radio i stacje telewizyjne Unidad Popular winny powstrzymywać się o i wszelkiej działalności informacyjnej w przeciwnym razie zostaną zaatakowane z powietrza i ziemi. Podpisano: Wojskowa Junta Rządowa. Decyzja o przeprowadzeniu puczu zapadła 9 września a decyzję tę podjął Pinochet, szef lotnictwa Gustavo Leigh i admirał Jose Toribio Merino. 10 września grono spiskowców zostało powiększone o kolejnych oficerów. Kilka godzin później, aby odwrócić od siebie uwagę, Pinochet spotkał się z ministrem Orlando Letelierem i w rozmowie z nim opowiedział się za wysłaniem grupki oficerów na przeszkolenie w ZSRR oraz przeniesienie do rezerwy generałów związanych z prawicą. Pinochet do zamachu przygotowywał się prawdopodobnie od maja, gdy polecił Akademii Wojskowej przygotowanie planu działań ofensywnych na wypadek zagrożenia bezpieczeństwa wewnętrznego. Wyznaczeni przez Pinocheta piloci myśliwców bombardujących Hawker-Hunter codziennie ćwiczyli w ciągu lata na pustyni Atacama przyszły atak na pałac prezydencki. Aby pozbyć się z wojska lewicowych wojskowych Pinochet uknuł spisek, w wyniku którego pod koniec sierpnia do dymisji podali się generał Prats i Pickering, a ich następcą został Pinochet (który jeszcze 7 września w liście do Pratsa deklarował rzekomą solidarność z nim).
Na chwilę przed atakiem na pałac prezydencki, Allende polecił ministrowi obrony, Orlandowi Letelierowi, wyjaśnienie sprawy komunikatu. Letelier skontaktował się z generałem Bradą, dowódcą garnizonu stolicy, który obiecał wyjaśnić sprawę. Brada w odpowiedzi oznajmił ministrowi, że do stolicy nie zmierza żadne wojsko, a w Los Andes wprowadzono zakaz opuszczania koszar, co związane jest z przygotowaniem do defilady wojskowej w dzień święta narodowego, 19 września. Letelier chciał jeszcze potwierdzić rozwój sytuacji u Pinocheta, przed czym zwiódł go jednak Allende słowami Daj spokój Pinochetowi – mamy tyle fałszywych alarmów, że gdyby Pinochet chciał każdy z nich osobiście wyjaśniać, nie spałby zupełnie od kilku miesięcy. Jak się miało okazać również i Brady był uczestnikiem puczu. O godzinie 6.30 do Allende doszła wiadomość o buncie w Valparaíso, gdzie tamtejsi marynarze zajęli miasto. Allende próbował nawiązać kontakt z dowódcami sił lądowych, lotnictwa i marynarki, wszyscy trzej nie odbierali jednak telefonów. Po kwadransie minister obrony zostaje aresztowany przed budynkiem ministerstwa. O godzinie 7.20 Allende przeniósł się do pałacu La Moneda, skąd chciał dowodzić obroną, tym samym poprosił garnizon stolicy o wzmocnienie ochrony budynku. O 8.00 Allende za pośrednictwem Radio Corporación poinformował, iż Wiarygodne informacje zdają się sugerować, że część marynarki wojennej odcięła Valparaíso od reszty kraju i okupuje miasto, co oznacza powstanie przeciwko rządowi... Do tej chwili, jak mnie poinformował dowódca garnizonu generał Brady, w Santiago nie miały miejsca żadne nadzwyczajne ruchy wojsk... W każdym razie jestem tutaj, w La Moneda, broniąc rządu, który reprezentuję z woli ludu... Szczególnie prosiłbym, aby ludzie pracy pozostali czujni, baczni i unikali prowokacji... w swoich miejscach pracy oczekując na wezwanie, które mogę do nich skierować.
Po apelu prezydenta do pałacu przybyli najważniejsi działacze Jedności Ludowej, w tym ministrowie, a także córki prezydenta. O wpół do dziewiątej, Radio Agricultura prowadzone przez latyfundystów nadaje komunikat dowódców sił lądowych, morskich, lotnictwa i dyrektora korpusu karabinierów. Chwilę później admirał Carvajal, szef sztabu puczystów, dzwoni do Allende i proponuje mu dymisję w zamian za zapewnienie mu ochrony i zgodę na wyjazd z kraju jego, jego rodziny i współpracowników. Prezydent odmawia. W tym samym czasie przed pałacem zbiera się około setka zwolenników rządu, na których z okna rezydencji spogląda prezydent. Ochraniający budynek oddział karabinierów niespodziewanie dostał rozkaz opuszczenia pałacu, rozkaz ten wydał sztab opanowany już przez zwolenników zamachu. Już po chwili okolice pałacu opuszczają tankietki. Aby uniemożliwić komunikację między przeciwnikami puczu, wojsko zbombardowało Radio Corporación, a Radio Portales wysadziło w powietrze.
Pucz w stolicy rozpoczął się od zbombardowania przez lotnictwo pałacu prezydenckiego La Moneda, a następnie jego zajęcia przez siły lądowe. W chwili gdy rozległy się pierwsze strzały, prezydent włożył na głowę hełm i uzbrojony w karabin maszynowy organizował obronę budynku. Puczyści ze szturmowej oficerskiej szkoły piechoty otoczyli pałac ze strony hotelu Hiltom, szkoła podoficerska natomiast rozlokowała się na wschód od pałacu, a oddział pułku Tacna od strony Plaza Bulsnes, na południe od La Moneda. Na Plaza de la Constitución wjechały czołgi II Pułku Pancernego (ta sama jednostka w czerwcu wzięła udział w pierwszej próbie zamachu stanu). Czołgiści ostrzelali biuro prezydenta, a piechota ruszyła ku wejściom do pałacu. Obrońcy w sile czterdziestu osób odpowiedzieli ogniem z rusznic przeciwpancernych, karabinów maszynowych i pistoletów. W obronie uczestniczyli głównie członkowie ochrony osobistej Allende. Po pewnym czasie na pomoc prezydentowi przybyli zwolennicy rządu, którzy zajęli pozycje na dachach i w oknach pobliskich budynków, m.in. w zarządzie miasta, Banku Państwowym, Centralnym Banku Chile, redakcji La Nación, Zakładzie Ubezpieczeń Społecznych i w Centralnym Banku Chile. W rezultacie pierwszy atak został odparty, choć walka nie ustała. O 10:30 stacje radiowe zajęte przez puczystów nadały komunikat – Do godziny 11.00 pałac La Moneda musi być ewakuowany. W przeciwnym razie zaatakuje go lotnictwo wojskowe. Pracownicy mają pozostać na swych miejscach pracy, które zabrania się im absolutnie opuszczać. W przeciwnym razie zostaną zaatakowane przez siły lądowe i powietrzne. Powtarza się zarządzenie zawarte w komunikacie numer jeden, że wszelkie akty sabotażu zostaną ukarane od razu, na miejscu i to w formie najbardziej drastycznej. Generał Baez uczestniczący w ataku na pałac nadaje rozkaz – Z tych w La Moneda nie powinno pozostać śladu. Trzeba ich wytłuc jak robaki, obiekt musi być zniszczony z powietrza i ziemi.
Po wysłuchaniu rozkazu Allende zebrał wszystkich i poprosił nieuzbrojonych o ucieczkę z pałacu argumentując, że do przyszłej walki z puczystami potrzebni będą przywódcy, a dalsze ich przebywanie w pałacu zwiększy tylko liczbę zabitych w bitwie. Wszyscy zgromadzeni zdecydowali jednak bez wyjątku o pozostaniu w pałacu i obronie go przed zamachowcami. Opanowane przez puczystów ministerstwo obrony o godzinie jedenastej przekazuje komunikat o tym, że ultimatum zostało przedłużone o godzinę, od tamtego czasu powoli wojsko zaczęło opuszczać plac, co stało się jedynie przykrywką – po momencie pałac został zaatakowany przez lotnictwo i zbombardowany. Na chwilę przed atakiem Allende ponownie rozkazuje opuszczenie pałacu przez kobiety i nieuzbrojonych mężczyzn, grupka kilkunastu osób (głównie kobiet) na czele z córkami prezydenta opuszcza pałac. Wśród obrońców pozostają jedynie członkowie jego ochrony, czterech ministrów, dwóch dziennikarzy, czterech lekarzy i trzech najbliższych doradców oraz współpracowników. Po szturmie puczyści przewożą tych obrońców którzy przeżyli do koszar Tacna, gdzie w ciągu dwóch dni połowa z obrońców zostaje zamęczona na śmierć.
Bombardowanie rozpoczęło się o dwunastej. W pałac uderzyło około dwadzieścia rakiet, a budynek zaczął płonąć. Do drugiego ataku lotnictwa doszło w dzielnicy w której znajdowała się rezydencja Allende, Tomas Moro. Po bombardowaniu wojsko ponownie przypuszcza szturm i ponownie zostaje odparte. Atakujący ponownie proszą o pomoc lotnictwo. Trzeci atak trwa 20 minut. W międzyczasie kierowcy Allende, Carlosowi Tello, udało się uratować żonę prezydenta, przeprowadzając ją przez teren klasztoru do ambasady Meksyku. Po bombardowaniu, pałac ponownie ostrzeliwują czołgi, a piechota przeprowadza kolejny szturm. W dalszym ciągu prezydent bierze osobisty udział w bitwie. Gdy pierwsza z grup szturmujących wdarła się na parter pałacu, Allende wraz z pozostałymi obrońcami przedziera się do kontrnatarcia, a napastnicy ustępują. O godzinie 13.30 Allende zdecydował się na pertraktacje z zamachowcami. Prezydent wydelegowuje do ministerstwa obrony trzech parlamentarzystów – wiceministra MSW, Daniela Vergera, sekretarza szefa państwa, Osvaldo Puccio, i sekretarza generalnego Urzędu Rady Ministrów, Fernardo Floresa. Delegacja w pierwszej kolejności chce wynegocjować przerwanie ostrzeliwania dzielnic robotniczych stolicy. Puczyści odmawiają negocjacji, żądają jedynie bezwarunkowej kapitulacji pałacu. Wszyscy parlamentarzyści z delegacji zostali aresztowani, na co Allende wydał rozkaz obrony do końca. Generał Palacios wydał rozkaz o wybiciu wszystkich zwolenników rządu stawiających opór w budynkach sąsiadujących z La Moneda. W bitwie o zarząd miasta zginęło dziewięciu wojskowych. O drugiej po południu rozpoczął się decydujący szturm na pałac. Prezydent zginął o 14.15.
Istnieje kilka wersji śmierci Allende. Pewne jest jedynie to, że Allende zginął z bronią w ręku. Osamotniony Allende prawdopodobnie popełnił samobójstwo, używając do tego celu karabinu AK. Zwolennicy Allende uważają, że został on zastrzelony przez wkraczających do pałacu żołnierzy, jednak ekshumacja zwłok dokonana w latach dziewięćdziesiątych XX wieku potwierdziła tezę o samobójstwie. Potwierdziła ją również relacja ochroniarza Allende, Pablo Zepedy, jak też orzeczenie chilijskiego sądu wydane 11 września 2012 roku. Według innej wersji prezydent zginął w bezpośredniej wymianie ognia z puczystami. Według Gabriela Garcii Marqueza, pisarza, który dotarł do relacji obrońców pałacu, którym udało się przeżyć, puczyści zbezcześcili zwłoki prezydenta – zmiażdżyli kolbą karabinu jego twarz, a następnie ostrzelali jego zwłoki. Według S. Landaua, dyrektora Transnational Institute w Waszyngtonie, ciężko rannego Allende dobić mieli Mosquero i Riveros. Według jeszcze innych źródeł, Allende miał zostać ranny w brzuch, po czym miał spaść na fotel i kontynuować ostrzał do czasu, gdy jeden z pocisków nie trafił go w okolice serca.
Ostatni obrońcy zginęli lub zostali pojmani koło 15:00. Radio wydało wtedy komunikat: Ostrzega się inteligencję, pracowników najemnych i robotników, że powinni zachować absolutny spokój i powstrzymać się od wszelkich prowokacji wobec sił zbrojnych oraz policji. Jakakolwiek działalność podjęta w tym sensie, podobnie jak akty sabotażu, przemocy fizycznej czy próby stawiania oporu zostaną bez chwili wahania złamane w drodze działań wojskowych z powietrza i ziemi, podobnych do tych, jakie zastosowano wobec La Momeda oraz prezydenckiej rezydencji Tomas Moro. W swoim ostatnim przemówieniu prezydent wezwał do przeciwstawienia się militarystom, jako zdrajców określił tych, którzy wystąpili po stronie puczystów. Jednocześnie wezwał, aby jego zwolennicy nie dali się sprowokować wojskowej juncie. Swoje przemówienie zakończył słowami – Niech żyje Chile, niech żyje lud, niech żyją ludzie pracy! To moje ostatnie słowa. Jestem pewien, że moja ofiara nie pójdzie na marne i stanie się przynajmniej moralną karą dla podłości i zdrady.
Szacuje się, że 11 września zamordowanych zostało co najmniej 3 tys. ludzi, między 11 a 15 września walki pochłonęły kolejne 5 tys. ofiar, liczba zabitych i porwanych między 12 a 13 września wynosiła około 6 tys. osób. W ciągu pierwszych 18 dni od obalenia prezydenta Allende liczba cywilnych ofiar wyniosła 15 tys. Jeszcze tego samego dnia żołnierze zaatakowali Politechnikę stolicy, gdzie pojmali 600 studentów i profesorów, budynek zrównano z ziemią, w ciągu kilku dni co piąty z 600 aresztowanych został zabity. Na chwilę po zamachu największego stadiony kraju, Estadio Chile i Estadio Nacional zmieniono w obozy koncentracyjne. W pierwszych dniach po zamachu żołnierze zabijają 3200 górników w kopalniach w Pedro de Valdivia i Maria Elena. Do 13 września aresztowano minimum sto tysięcy ludzi, dla których utworzono kolejne obozy koncentracyjne, na wyspie Quiriquina, wyspie Dawson i jednej z wysp archipelagu Juan Fernardez. W więzienia zmieniono okręt marynarki „Maipo” i fregatę „Esmeralda”. Wojsko pacyfikuje też w Lota i Coronel. 15 września wojsko bombarduje dzielnice La Hermida, La Legua i Nueva Habana. Krótko po zamachu stanu niektóre regiony znalazły się w rękach partyzanckich (np. Neltume gdzie z wojskiem starł się 80 osobowy oddział opozycji).

### Udział USA

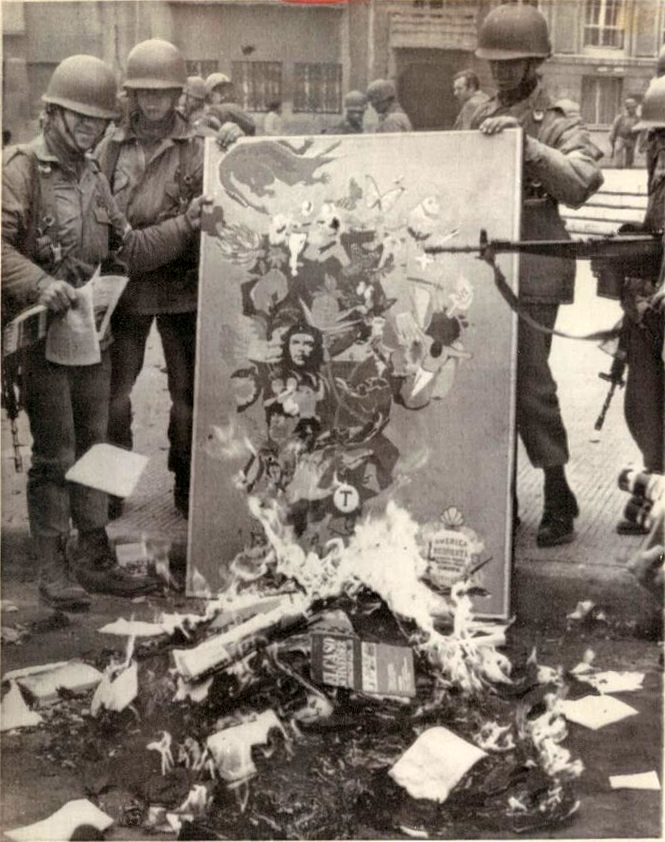
Żołnierze w czasie zamachu stanu

Historycy zgadzają się dość powszechnie, że USA odgrywały znaczącą rolę w polityce chilijskiej już przed zamachem, ale charakter i stopień zaangażowania w przygotowania do zamachu jest sprawą licznych kontrowersji. CIA wiedziała o planach zamachu na co najmniej dwa dni przed jego rozpoczęciem. Po dojściu do władzy Pinocheta sekretarz stanu USA, Henry Kissinger, odpowiedział na publicznie zadane pytanie prezydenta Nixona, że „służby specjalne i dyplomatyczne USA nie uczestniczyły bezpośrednio w przygotowywaniu zamachu, lecz uczestniczyły w przygotowywaniu warunków, aby zamach mógł nastąpić i skończyć się sukcesem”. Niedawno ujawnione dokumenty dowodzą, że tajne służby USA wiedziały o przygotowywaniu zamachu stanu i starały się za wszelką cenę ułatwić armii chilijskiej jego przeprowadzenie. CIA była w ten zamach pośrednio zaangażowana. Wiele dokumentów CIA na temat zamachu w Chile pozostaje jednak nadal utajnionych. Warto wspomnieć, iż już w 1970 roku w ramach tajnej operacji o kryptonimie „FUBELT”, CIA planowała zamach na życie szefa sztabu armii chilijskiej generała René Schneidera, który sprzeciwiał się pozbawieniu władzy Allende w drodze przewrotu wojskowego. Generał został zamordowany przez ultraprawicowych spiskowców z kręgów wojskowych należących do organizacji Front Narodowy Ojczyzna i Wolność. Jeszcze dzień przed zamachem w ramach sondażu, ambasador Nataniel Davis zadzwonił do Orlando Leeliera w celu załatwienia sobie alibi (telefon nastąpił parę godzin po tym gdy Davis wrócił z wizyty u Kissingera w Waszyngtonie). Rywalizacja rządu USA i lewicy chilijskiej ma dłuższą historię. W 1965 roku sytuację wywołało ujawnienie celów tzw. „Planu Camelot” w którym rząd USA badał potencjał społeczno-polityczny miejscowej lewicy. Amerykanie infiltrowali siły zbrojne chcąc narzucić im profil antykomunistyczny – od 1950 do 1968 ponad dwa tysiące oficerów przeszło specjalne szkolenia w USA, a kolejnych 549 w bazach USA w strefie Kanału Panamskiego. Od lipca 1969 placówki CIA w stolicy Chile na polecenie rządu rozpoczęły rozbudowanie siatki wywiadowczej w trzech rodzajach sił zbrojnych. W 1975 roku ukazał się raport senatora Franka Churcha, zawierał on informacje odnośnie do zaangażowania CIA w Chile. W 1964 roku gdy Allende po raz pierwszy zmierzył się w wyborczych szrankach z Freiem, CIA wsparło finansowo kandydata prawicy. Gwałtowna eskalacja działań CIA rozpoczęła się w połowie 1970. CIA przekupiło parlamentarzystów sumą 350 tysięcy dolarów aby ci nie poparli Allende w głosowaniu parlamentarnym. Po tym gdy prezydentem ostatecznie wybrany zostanie Allende, USA przeznacza na kampanię prawicy w wyborach samorządowych z kwietnia 1971 roku aż półtora miliona dolarów (mimo to partie Frontu Jedności zdobyły 50% poparcia). W lipcu 1973 roku Partia Narodowa zdobyła od CIA 200 tysięcy dolarów a dziennik prawicy „El Mercurio” dostał półtora miliona dolarów. Pieniądze trafiły też do organizatorów strajków.

### Pogrzeb prezydenta
W południe 12 września, dzień po puczu, na cmentarzu Santa Ines w rodzinnym mieście Allende, Valparaíso, odbył się pogrzeb Salvadora Allende. W ceremonii pogrzebowej wzięło udział kilka osób, wdowa, Hortensia Bussi de Allende, siostra prezydenta, Laura Allende, dwóch siostrzeńców i major Sanchez, były adiutant lotniczy. Na czas trwania pogrzebu junta wprowadziła w mieście godzinę policyjną a okolice cmentarza zostały obsadzone żołnierzami.

## Debaty wokół osoby Allende

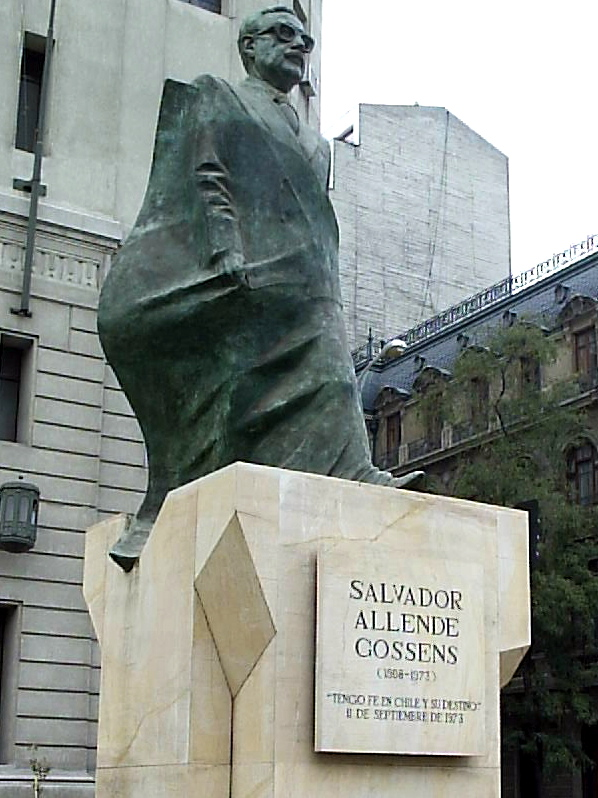
Pomnik Salvadora Allende

Ocena osoby Salvadora Allende, mimo upływu dziesiątek lat od jego śmierci, nadal pozostaje sprawą bardzo kontrowersyjną. Ze względu na to, że jego śmierć nastąpiła w połowie jego kadencji, istnieje wiele rozważań na temat jak wyglądałoby obecnie Chile, gdyby pozostał on w 1973 roku u władzy. Stopień i natura zaangażowania USA w zamach stanu, który skończył się śmiercią Allende, pozostaje wciąż tematem wielu debat na całym świecie. Spośród wielu zamachów stanu w Ameryce Południowej i Środkowej, w których USA prawdopodobnie w ten czy inny sposób były zaangażowane, upadek Allende pozostaje ciągle jednym z najbardziej kontrowersyjnych tematów. Według Christophera Andrew pieniądze przekazane przez KGB na kampanię wyborczą były kluczowe dla zwycięstwa Allende ze względu na bardzo małą przewagę w liczbie głosów, które przeważyły o wyniku wyborów. W późniejszych latach ZSRR Allende został nagrodzony Leninowską Nagrodą Pokoju, otrzymał także od ZSRR transport artylerii i czołgów, który nie dotarł ostatecznie do Chile ze względu na zamach stanu. W ocenie Rosjan podstawowym błędem Allende była niechęć do stosowania „usprawiedliwionej” przemocy w celu skutecznego rozprawienia się z opozycją.
Allende bywa przedstawiany jako lewicowy bohater, który poświęcił swoje życie w imię obrony demokracji i idei sprawiedliwości społecznej. Jego twarz stylizowano na sposób podobny do Che Guevary. Bywa też on przedstawiany przez lewicę jako ofiara amerykańskiego imperializmu, który w osobach Henry’ego Kissingera i pracowników CIA miał być bezpośrednio zaangażowany w zamach stanu. W 2009 w telewizyjnym rankingu wybrano Allende na „największego Chilijczyka”. W internetowym głosowaniu, zorganizowanym przez kanał telewizji publicznej, w ciągu dziesięciu tygodni Allende uzyskał 38,81% głosów. Dla zwolenników prawicy Allende jest przykładem „wilka w owczej skórze”, który najpierw mamił wyborców obietnicami bez pokrycia, a następnie próbował przekształcić Chile w kolejne państwo komunistyczne, mające się znaleźć w orbicie wpływów ZSRR i być zarządzane dyktatorsko na wzór Kuby. Koronnym dowodem na to miała być przyjaźń z Fidelem Castro, jak i zgoda na otwarcie kraju dla uchodźców politycznych z krajów latynoamerykańskich i sympatyków lewicowych ze świata zachodniego, których prawicowa propaganda finansowana przez CIA przedstawiała jako „komunistyczną agenturę w sile dywizji kierowaną przez agentów wywiadu kubańskiego”. W przeszłości Allende był ofiarą wielu fałszywych oskarżeń. Jego przeciwnicy sfałszowali dowody przeciwko niemu oskarżając go o to, że przed II wojną światową, będąc jeszcze ministrem zdrowia, miał wydać pracę na temat genetyki, w której dowodził wyższości rasy białej nad pozostałymi z ras ludzkich, oraz chwalić dokonania nazistowskiej genetyki. Zarzuty te zostały obalone wraz z odtajnieniem oryginalnych prac Allende – jak się okazało, fragmenty którymi posługiwali się jego przeciwnicy zostały wyciągnięte z kontekstu, a w rzeczywistości Allende zacytował jednego z teoretyków faszyzmu włoskiego (i to od niego pochodziły cytaty), z którym wdał się w polemikę i skrytykował jego rasistowskie poglądy.